# Cathédrale Saint-Pierre-et-Saint-Paul de Troyes
Cette  cathédrale n’est pas la seule cathédrale Saint-Pierre-et-Saint-Paul.
La cathédrale Saint-Pierre-et-Saint-Paul de Troyes, est un édifice religieux catholique, sis dans la ville de Troyes, dans le département de l'Aube en région Grand-Est (France). Siège épiscopal du diocèse de Troyes, la cathédrale a été classée monument historique par liste de 1862.

## Localisation
La cathédrale Saint-Pierre-et-Saint-Paul est située au cœur du « bouchon de Champagne », place Saint-Pierre, entre le musée des beaux-arts et le musée d'art moderne de Troyes, préfecture du département de l'Aube.

## Histoire

### Origines de la christianisation
Les origines de la christianisation de la ville de Troyes sont plutôt floues. En effet, il est difficile de faire la part entre les faits historiques et les récits légendaires.
Ainsi, une légende dont les faits se situent au Ier siècle selon certaines sources et au IIIe siècle selon d'autres, ce qui semble plus probable, Savinien, évêque de Sens, aurait envoyé dans la cité saint Potentien et saint Sérotin afin qu'ils y établissent un lieu de culte. Ainsi une partie de la maison de l'hôte des deux saints aurait alors servi à cet effet. Durant les fouilles qui ont lieu au XIXe siècle dans la cathédrale, les archéologues découvrent sous le chœur actuel diverses parties de sols avec un système de chauffage par hypocauste qui ont pu appartenir à une villa gallo-romaine, ce qui pourrait étayer, au moins en partie, la véracité de ce récit.
Selon d'autres sources, en 259 les premiers habitants de Troyes, convertis à la foi chrétienne par saint Savinien (à ne pas confondre avec Savinien de Sens cité plus haut), se rassemblent pour les prières à la chapelle du Sauveur.
Le nom du premier évêque saint Amateur est connu. En revanche la date de fondation d'un évêché est inconnue. Il semble cependant que cette fondation soit postérieure à la promulgation de l'édit de Milan en 313 par l'empereur romain Constantin Ier. Saint Amateur a pour successeur Optatien qui en 347 assiste au concile de Sardique et dont il est signataire des actes.
En 380, le christianisme devient la religion officielle de l'Empire romain (édit de Thessalonique) ; la population gallo-romaine demeurera majoritairement païenne jusqu'à l'époque mérovingienne.

### Les édifices antérieurs
En toute logique la présence d'un évêché à Troyes signifie par là même la présence d'une cathédrale dans la cité. La cathédrale gothique actuelle a été précédée par plusieurs édifices successifs construits sur le même site,.
Du premier édifice et en l'état actuel des fouilles archéologiques, il ne subsiste aucune trace. Mais il est probable qu'il se situe dès l'origine sur le site de la cathédrale actuelle qui comme indiqué dans la section précédente, était peut-être déjà auparavant le lieu ou se situait la villa qui aurait hébergé saint Potentien et saint Sérotin ainsi que le tout premier lieu de culte chrétien existant dans la cité.
Ainsi au IXe siècle, un édifice est construit. Il est de dimensions plus vastes que le précédent et Prudence, alors évêque de Troyes la qualifie de « alta domus ». L'évêque indique également que la cathédrale est dédiée à saint Pierre et à saint Paul, alors que jusque-là, elle était dédiée au « Sauveur », c'est-à-dire au Christ. Entre 870 et 878, l'évêque Ottulf (ou Ottulphe) entreprend probablement le réaménagement de la nef. Mais l'église est dévastée dès la fin du IXe siècle lorsque les Normands s'emparent de la ville et la réduisent en cendres.
Il faut attendre 980 pour que la cathédrale soit rebâtie à l'initiative de l'évêque Milon[Lequel ?]. Le nouvel édifice, à nouveau de dimensions plus vastes que le précédent (il comprend notamment six autels de plus que dans le précédent) est construit dans le style roman. En 1864, des fouilles archéologiques entreprises dans l'édifice actuel ont permis de mettre au jour la présence d'un mur dit « mur terminal de l'église romane ». Ces fouilles ont permis également la mise au jour de plusieurs éléments sculptés qui appartenaient probablement à cette église. Il s'agit de fragments d'une frise décorée de palmettes qui sont actuellement exposées dans le collatéral sud du chœur. Le plan de cette cathédrale reste actuellement en partie inconnu mais il devait être dans sa forme assez comparable à celui de l'église actuelle mais de dimensions moindres.
En l'état présent des fouilles, impossible de savoir si le chœur comportait ou pas des chapelles rayonnantes. En revanche, des fouilles qui ont eu lieu dans les années 1970 et qui ont été pratiquées dans le croisillon nord du transept de l'édifice actuel par Stephen Murray et Norbert Bongartz ont permis de mettre au jour un transept saillant, qui daterait pour partie des environs de l'an 1000. Au début du XIIe siècle, l'église se voit complétée par la construction d'un clocher porche en avant de sa façade occidentale, emplacement qui se situe entre la première et la seconde travée ouest de la nef de l'édifice actuel. Il s'agit d'une structure qui comporte plusieurs niveaux voûtés. Sur le tympan qui surplombe le portail d'entrée figure un Christ en gloire entouré d'un tétramorphe. Ce clocher subsistera jusqu'en 1532 lorsqu'il sera détruit pour l'édification de la façade gothique actuelle. Enfin, en 1182, l'évêque Haïce de Plancy apporte l'ultime addition à cette église par l'ajout d'une chapelle dédiée à la Vierge et située probablement à l'arrière du chœur.
En 1188, un incendie qui ravage la ville détruit en outre une partie de cette cathédrale. Cet incendie amène indirectement à la phase dite « gothique » de la cathédrale de Troyes.

### La cathédrale gothique
À la différence de la cathédrale de Chartres qui est construite en un laps de temps relativement court, celle de la cathédrale gothique de Troyes sera particulièrement longue et mouvementée. Les travaux qui débutent vers l'an 1200 ne seront terminés qu'au XVIIe siècle et vont connaître plusieurs interruptions, destructions ou changements de programmes. Cependant les architectes successifs qui ont dirigé les travaux de construction ont cherché à respecter un plan global qui a été probablement établi au début du XIIIe siècle. Ainsi, de prime abord tout du moins, l'édifice apparaît harmonieux.

#### DuXIIIeauXVesiècle

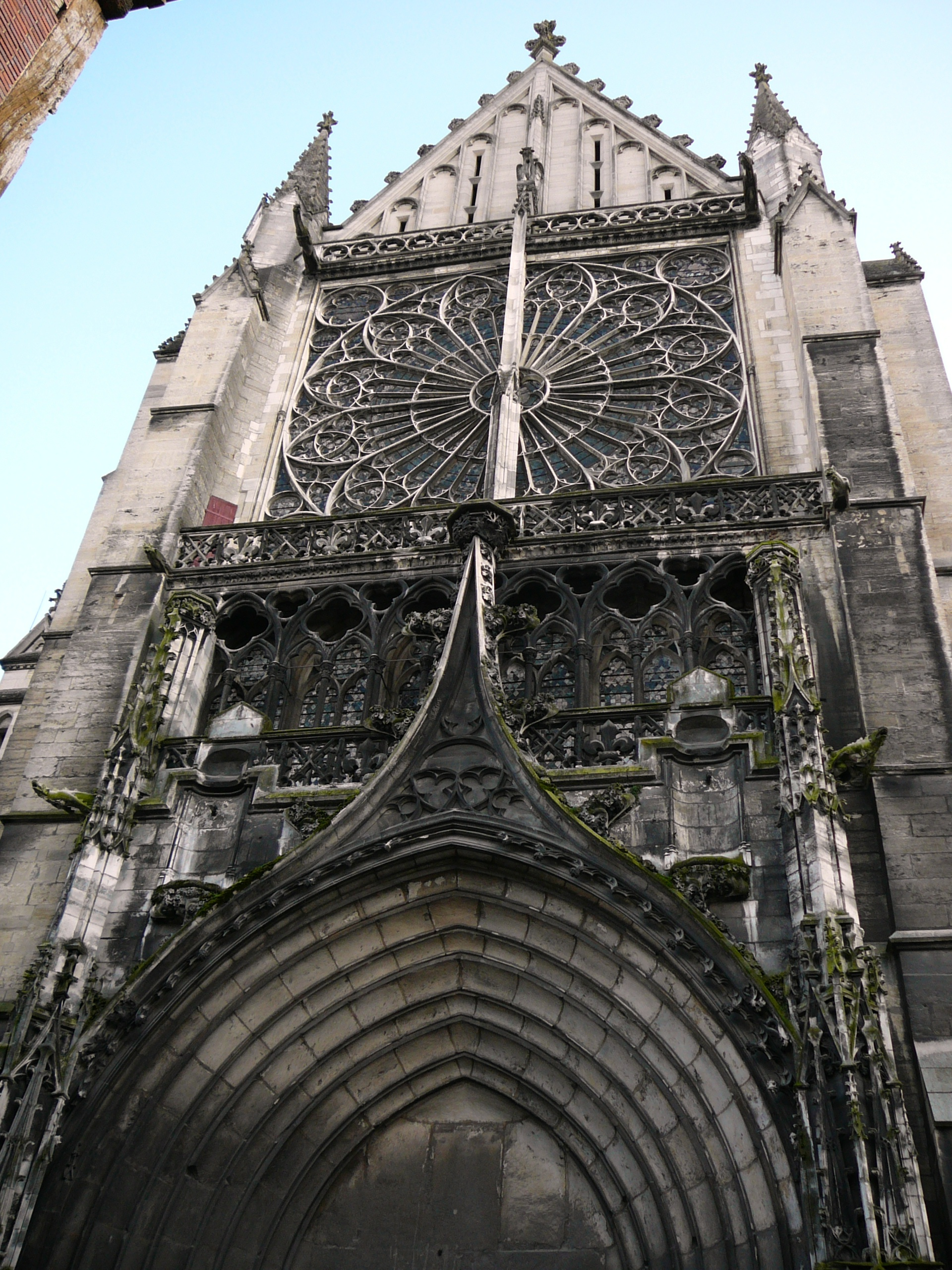
Vue de la rose du transept nord. L'aiguille ajoutée vers 1450 pour consolider la rose qui menaçait de s'effondrer y est bien visible.

Depuis l'analyse de l'architecture de la cathédrale effectuée par Norbert Bongartz, un consensus parmi les archéologues situe le début de la construction du chœur gothique en 1200, voire dès 1199. Les travaux ont donc été vraisemblablement engagés par l'évêque Garnier de Traînel.
La construction de l'édifice débute par l'édification des chapelles rayonnantes situées du côté nord du déambulatoire. Puis sont élevées celles du côté sud. La chapelle axiale est probablement réalisée par la suite en 1208 sous la direction de l'architecte Hervé, le successeur de Garnier de Traînel. Dans l'un de ses rapports, l'évêque de Troyes écrit ceci : « Que tous le sachent : étant donné que pour l'allongement prévu de l'église Saint-Pierre de Troyes, la construction s'étendra au-delà des murs de la cité, nous avons transporté le four dit de Sainte-Mathie contigu au mur antique sur la place du Pêcheur-Chrétien acquise par nous à la suite d'un échange. ».
L'ensemble des parties inférieures du chœur sont terminées en 1220 et la partie haute peut donc commencer à s'élever. Les travaux sont interrompus en 1228 par un ouragan qui entraîne notamment la destruction du bas-côté sud du chœur. Les travaux reprennent et les parties hautes du chœur sont restructurées à partir de 1235 puis achevées vers 1240. Cette restructuration est l'occasion d'une « modernisation » par rapport au parti d'origine notamment par l'ajourage du triforium qui dans le plan d'origine était aveugle, améliorant ainsi la luminosité à l'intérieur de l'édifice. Il s'agit en outre de l'un des tout premiers triforiums vitrés avec celui de la basilique Saint-Denis. Parallèlement à la construction de la partie haute du chœur sont érigés les piliers des bras du transept. La construction de cette zone médiane de l'édifice est pratiquement achevée en 1260, mais non voûtée.
Puis, les trois travées les plus orientales de la nef sont construites du XIIIe siècle jusqu'au début du XIVe siècle. Cependant, le plan de construction de la nef s'écarte du plan originel du fait de l'adjonction aux collatéraux doubles de chapelles de faibles profondeurs. Cette modification rend nécessaire, pour le raccord de la nef au transept, la construction du mur en biais (visible sur le plan). Vers 1310 la voûte du transept ainsi qu'une flèche élevée au-dessus de la croisée sont achevées.
Ensuite, et jusqu'au milieu du XVe siècle, les travaux ralentissent sensiblement, d'une part en raison de la situation économique difficile que traverse alors la ville de Troyes et d'autre part du fait de malheurs successifs qui frappent la cathédrale. Ainsi le 14 août 1365, une tornade endommage la flèche de la croisée. Elle est reconstruite et terminée en 1437. En 1389, la foudre frappe les toitures de la nef provoquant un incendie qui, entre autres, endommage les parties supérieures de la maçonnerie. L'année suivante en 1390 la rose du bras nord du transept s'écroule. Elle est reconstruite de 1408 à 1409. Mais elle menace à nouveau de s'écrouler une quarantaine d'années plus tard, elle est alors consolidée par la construction d'une aiguille en son centre et les portails sont renforcés de deux contreforts richement ornés. En 1410 le clocher est fait avec des dons en bois des seigneurs Jehan de Joinville et Jean de Noyers en leur bois de Vendeuvre sous la supervision de Jean de Nantes. Si la heuse du clocher, couverture en plomb et cuivre du sommet et des arêtes, se fait en 1432, le coq d'airain doré, œuvre de Nicolas Chévry, et la croix qui le soutenait n'a été posée que le 18 août 1433.
Il faut attendre l'année 1450 pour voir les travaux reprendre. À cette date accède en effet à l'épiscopat Mgr Louis Raguier qui décide de reprendre la construction de la cathédrale jusqu'à son achèvement. Il fait ainsi édifier les travées les plus occidentales de la nef jusqu'au clocher porche du XIIe siècle qui est laissé en place afin de la contrebuter. Il est fait appel à plusieurs architectes dont notamment Jacquet le Vachier, Antoine Cola et Jehançon Garnache. Antoine Cola qui est également sculpteur réalise également certains des chapiteaux des piliers les plus occidentaux de la nef. Jehançon Garnache est quant à lui chargé d'élever la façade occidentale. Il en conçoit un plan qui doit comporter un mur pignon percé d'une rose et flanqué de deux tours. Mais seule la partie centrale de ce plan est réalisée en 1489 à l'est du clocher porche qui demeure.

#### De la Renaissance jusqu'à la Révolution

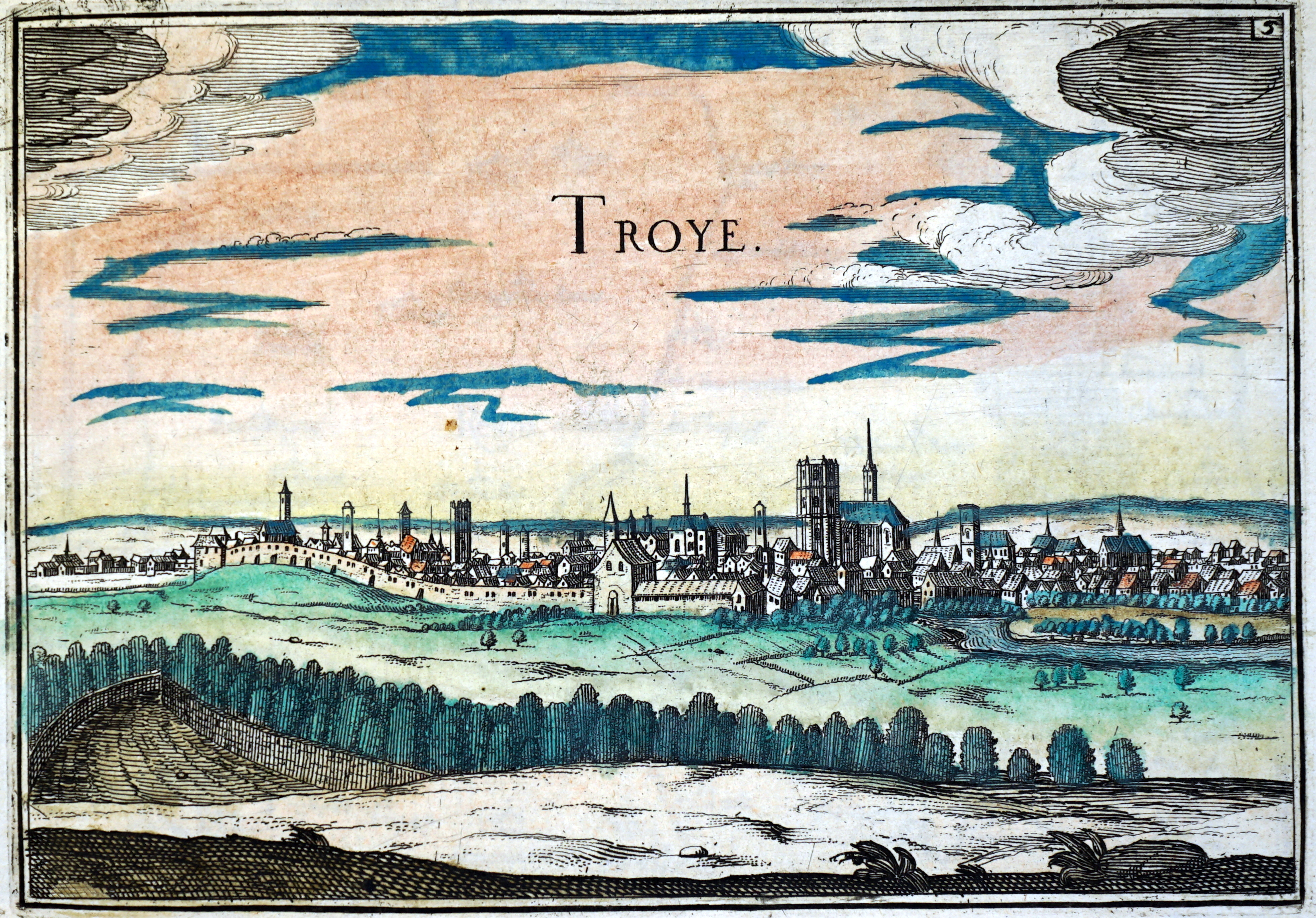
La cathédrale avec son clocher, plus haut monument de Troyes, Christophe Tassin, bibliothèque Carnegie (Reims).

Au début du XVIe siècle, le chapitre décide de reconsidérer le projet de façade occidentale établi par Jehançon Garnache. Pour ce faire, il fait appel en 1506, date où débute l'édification de la basilique Saint-Pierre de Rome, à un nouvel architecte, Martin Chambiges. La construction débute l'année suivante. Le nouveau projet prévoit une façade qui forme un bloc de deux travées et qui comporte trois porches séparés par des contreforts dans la tradition des cathédrales du XIIIe siècle, comme la cathédrale Notre-Dame de Reims, mais avec une décoration caractéristique du XVIe siècle. En 1519, l'architecte Jean de Soissons prend le relai de Martin Chambiges. Le rez-de-chaussée est terminé en 1527 et les portes sont installées en 1530.
Sa réalisation entraîne la démolition du clocher porche du XIIe siècle. La façade est achevée aux deux tiers en 1554 et la construction des tours peut débuter. La tour nord, dédiée à saint Pierre commence alors à s'élever, mais la construction en est lente. Il faut attendre en effet l'année 1634 pour voir l'achèvement de deux des quatre clochetons prévus. Ces clochetons surplombent des tourelles d'escalier. Les deux autres ne seront jamais construits, de même que la tour sud, dédiée à saint Paul, qui ne verra jamais le jour. La façade demeure donc inachevée. Il existe plusieurs thèses pour expliquer cet inachèvement. Selon certaines sources il serait dû à un manque de financement,. D'autres sources avancent la prudence du fait que le sol marécageux (la Seine n'est pas loin), aurait menacé de faire s'enfoncer et de détruire une partie du bâtiment, la cathédrale étant d'ailleurs construite sur une épaisse base pour stabiliser le sol.
Une fois achevée, la cathédrale va subir des outrages à plusieurs reprises, ceci notamment au XVIIIe siècle. Dans la nuit du 7 au 8 octobre 1700, la flèche de la croisée du transept est à nouveau frappée par la foudre et s'effondre. Elle ne sera jamais reconstruite malgré certains projets. La foudre a détruit également la toiture du monument et une statue de saint Michel. Les réparations dureront jusqu'en 1723. D'autres travaux mineurs ont également lieu.
Sous la Révolution, la cathédrale subit des dommages considérables. Le vandalisme révolutionnaire touche les grandes statues des portails (qui ont alors toutes disparu et ne sont connues que par des documents anciens). Les vitraux du chœur sont en partie démantelés ou bouleversés. Le trésor n'échappe pas non plus aux saccages et il est assailli au cours des nuits des 9 et 10 janvier 1794 par l'orfèvre Rondot et ses amis. Une grande partie des reliques sont quant à elles brûlées et leurs chasses en or ou en argent sont fondues.

#### De la Révolution à l'époque contemporaine
Après les destructions révolutionnaires, le XIXe siècle est une période de restauration.
D'abord en 1840, le mur terminal du bras sud du transept qui menace de s'effondrer est l'objet d'une réparation rapide. Néanmoins, les réparations se révèlent superficielles et il s'avère que les fondations de l'ensemble des parties orientales de la cathédrale sont défectueuses et que des travaux de plus grande ampleur se révèlent donc nécessaires. Il est alors fait appel à l'architecte Eugène Millet, un émule de Eugène Viollet-le-Duc. De 1849 à 1866 les piliers du chœur sont repris en sous-œuvre. Quant aux vitraux, un grand programme de restauration débute à partir de 1837. La majorité de ces reconstitutions est l’œuvre de Vincent Larcher, à l'exception de quelques interventions de Martin Hermanowska. Édouard Didron les remplace en 1874.
La cathédrale subit peu de dommages lors des Première et Seconde Guerres mondiales : dans ces deux cas, les vitraux sont déposés, mis à l'abri puis remontés une fois les hostilités terminées.
Aujourd'hui, l'entretien de la cathédrale Saint-Pierre-et-Saint-Paul est assuré par le ministère de la Culture, le monument étant propriété de l'État. Désormais, l’église est régulièrement l'objet de travaux de restauration afin de permettre le nettoyage des parements, la restauration des ouvrages, des sculptures et des vitraux.

### Événements historiques liées à la cathédrale

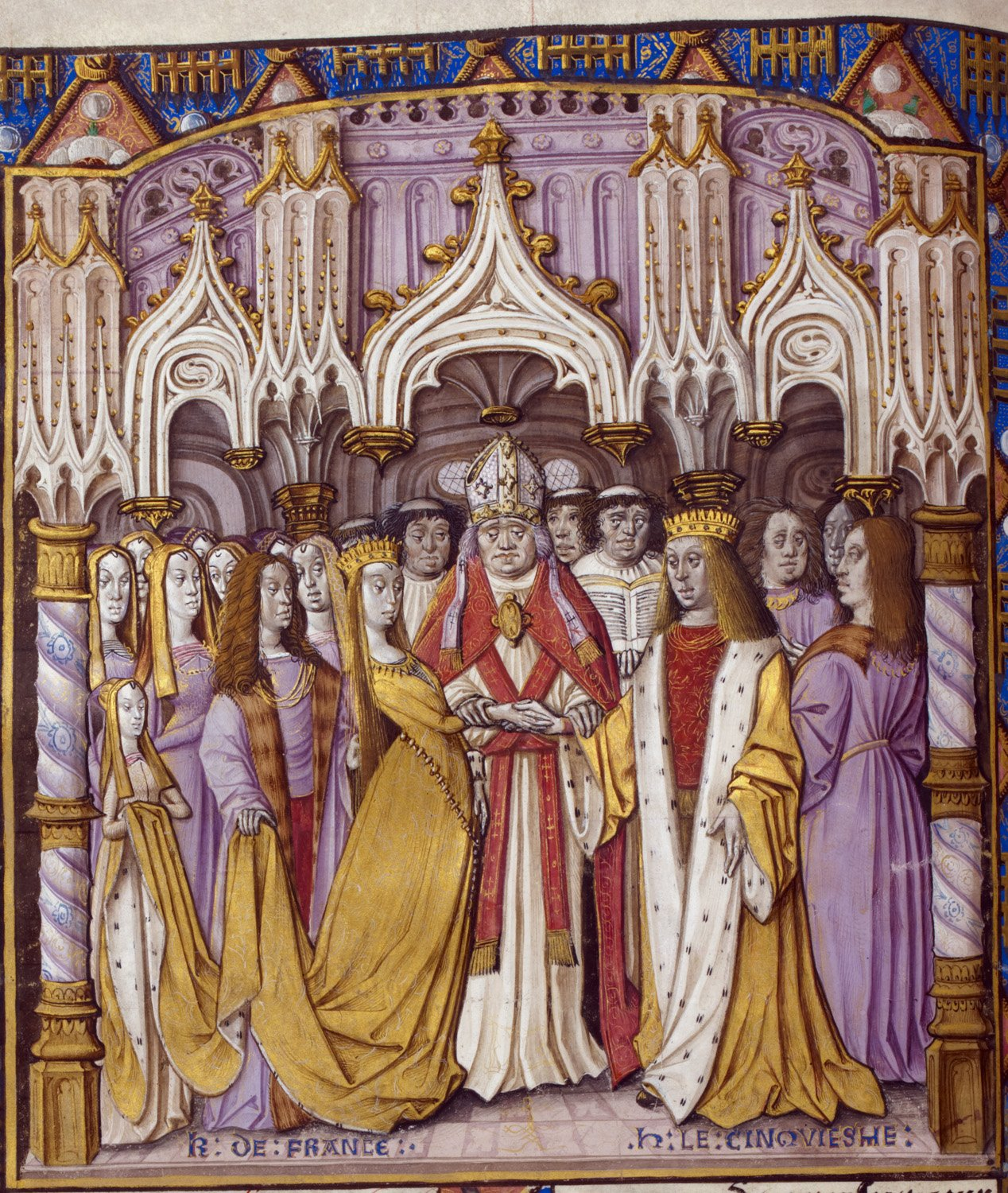
Mariage de Henri V (roi d'Angleterre) et de Catherine de Valois, fille de Charles VI (roi de France) de France. British Library, Jean Chartier, Chronique de Charles VII, vers 1490, Royal 20 E. vi, 9.

C'est cette cathédrale qui est le siège du concile de Troyes qui débute le 13 janvier 1129, au cours duquel l'ordre des Templiers se voit confirmé et son rôle défini.
Le traité de Troyes est signé le 21 mai 1420 dans la cathédrale Saint-Pierre-et-Saint-Paul de Troyes,. Il prévoit que le roi Charles VI aura comme successeur pour la couronne de France le roi d'Angleterre Henri V après que ce dernier épouse Catherine de Valois, l'une des filles de Charles VI.
En 1536, l'horloger troyen Denis Bolori s’est envolé du haut de la tour Saint-Pierre en construction, avant de s'écraser vers les environs de Saint-Parres-aux-Tertres.

## L'extérieur de la cathédrale

### Général

#### Dimensions

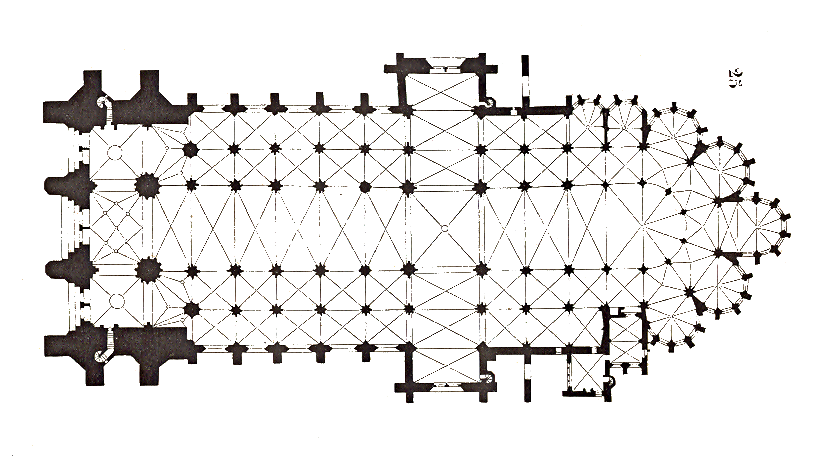
Plan de la cathédrale de Troyes par Viollet-le-Duc. À noter que sur ce plan manquent les chapelles latérales de la nef.

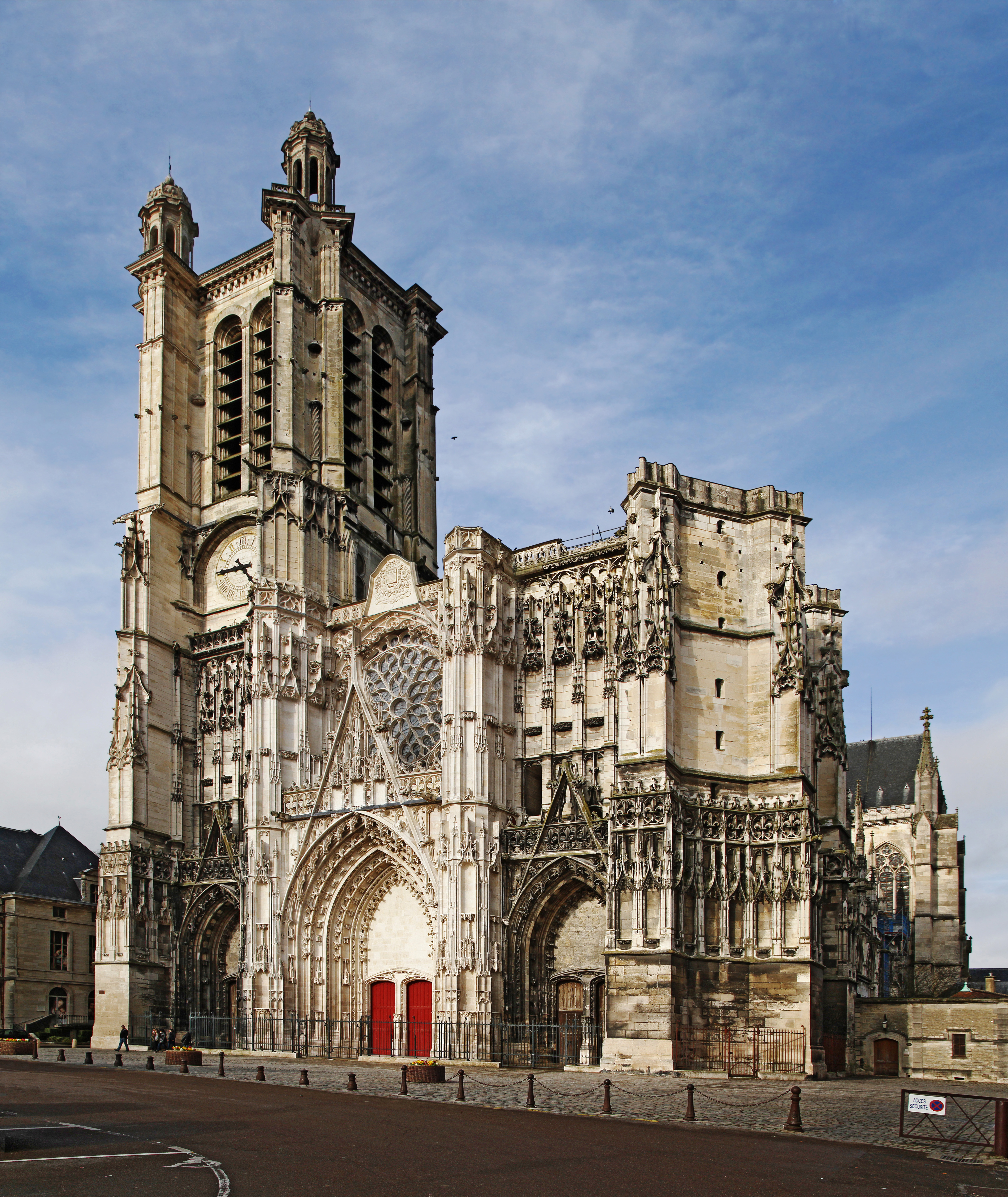
Cathédrale depuis la place Saint-Pierre.

|                                           | Désignation                                                 | Mètres (sauf indication contraire) |
| Tour                                      | hauteur (comprenant les petites coupoles qui la surmontent) | 62,34                              |
| Longueur totale de l'édifice (hors œuvre) |                                                             | 114,00                             |
| Massif de façade occidentale              | largeur                                                     | 45,00                              |
|                                           | hauteur                                                     | 31,00                              |
| Vaisseau central                          | longueur                                                    | 55,00                              |
|                                           | largeur                                                     | 12,00                              |
|                                           | hauteur                                                     | 29,50                              |
| Collatéraux                               | largeur nord                                                | 11,00                              |
|                                           | largeur sud                                                 | 13,00                              |
|                                           | hauteur                                                     | 13,00                              |
| Transept                                  | longueur                                                    | 10,00                              |
|                                           | largeur (hors œuvre)                                        | 50,00                              |
|                                           | largeur (hors œuvre)                                        | 50,00                              |
| Chœur                                     | longueur (dans œuvre)                                       | 42,00                              |
|                                           | largeur                                                     | 40,00                              |
| Rose ouest                                | diamètre                                                    | 10,00                              |
| Rose nord                                 | diamètre                                                    | 10,00                              |
| Rose sud                                  | diamètre                                                    | 10,00                              |
| Verrières                                 | surface totale                                              | 1 500 m2                           |

### Le massif de façade occidental
La façade occidentale de la cathédrale, construite du XVIe au XVIIe siècle, donne sur la place Saint-Pierre qui fait donc office de parvis. Elle s'inscrit dans une forme rectangulaire scandée verticalement par quatre puissants contreforts qui forment trois espaces dans lesquels prennent place le portail central et les portails latéraux nord et sud. Elle est divisée horizontalement par deux étages. L'ensemble du massif est surmonté d'une unique tour au nord, celle prévue au sud ne sera jamais construite.

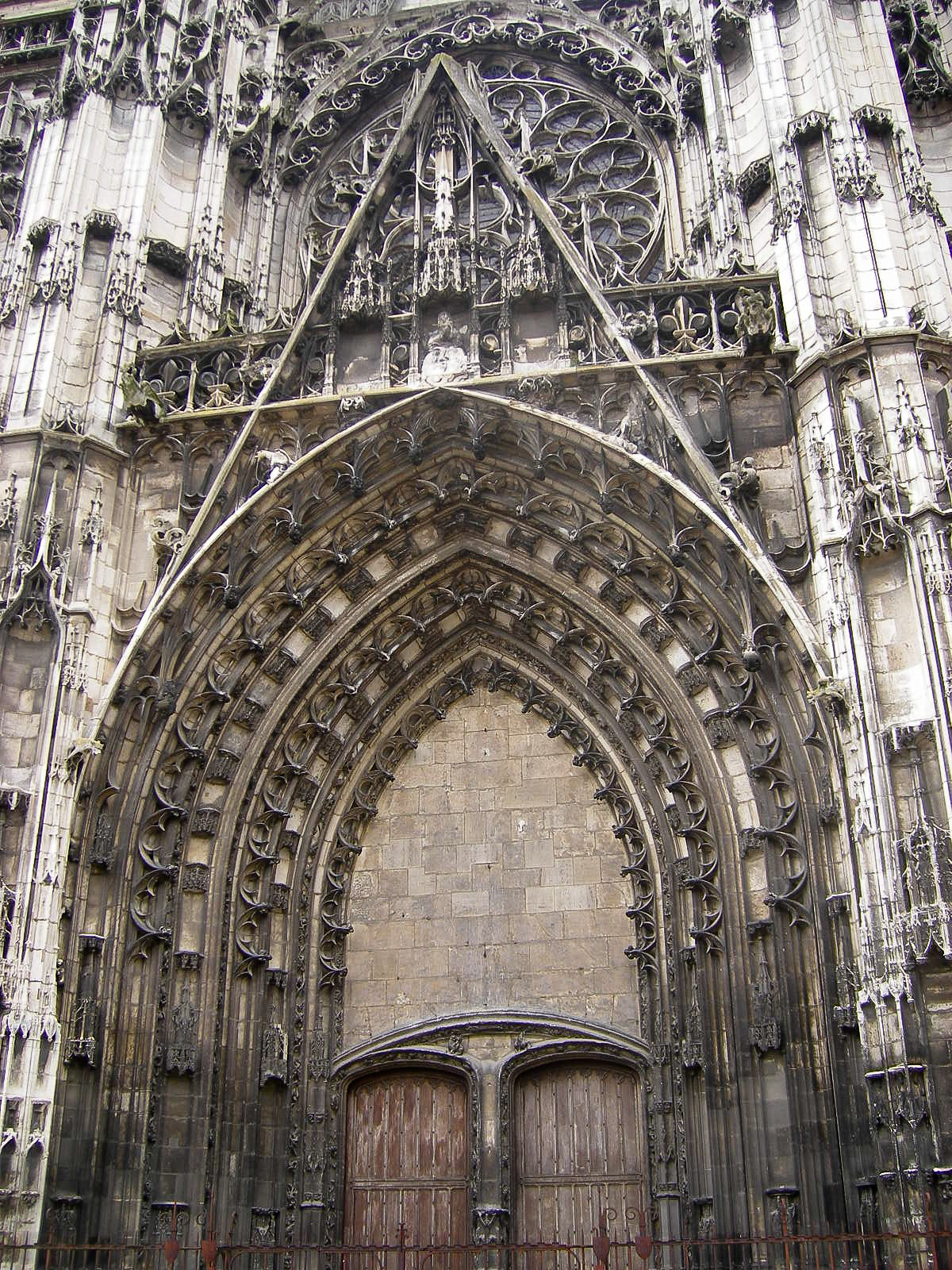
Vue du portail central.

Les portails comprennent des ébrasements profonds formés de socles et de dais richement décorés. Ils forment des niches qui jusqu'à la Révolution abritaient de grandes sculptures. Les voussures comportent des redents qui forment une trame différente pour chacune d'elles. À la richesse des ébrasements et des voussures contraste actuellement la nudité des tympans. Mais avant les destructions révolutionnaires, ils étaient eux aussi sculptés.
Le portail central est le plus haut et le plus développé des trois. Jusqu'à la Révolution son tympan comportait des scènes de la Passion du Christ œuvre de Nicolas Haslin. Il est surmonté par un gâble pointu que barre une balustrade formée de grosses fleurs. Elle était autrefois ornée par une statue représentant une Vierge de pitié entourée par deux autres statues représentant respectivement saint Jean et sainte Madeleine. La composition sculpturale actuelle du portail n'est qu'un pâle reflet de son aspect antérieur à la Révolution.

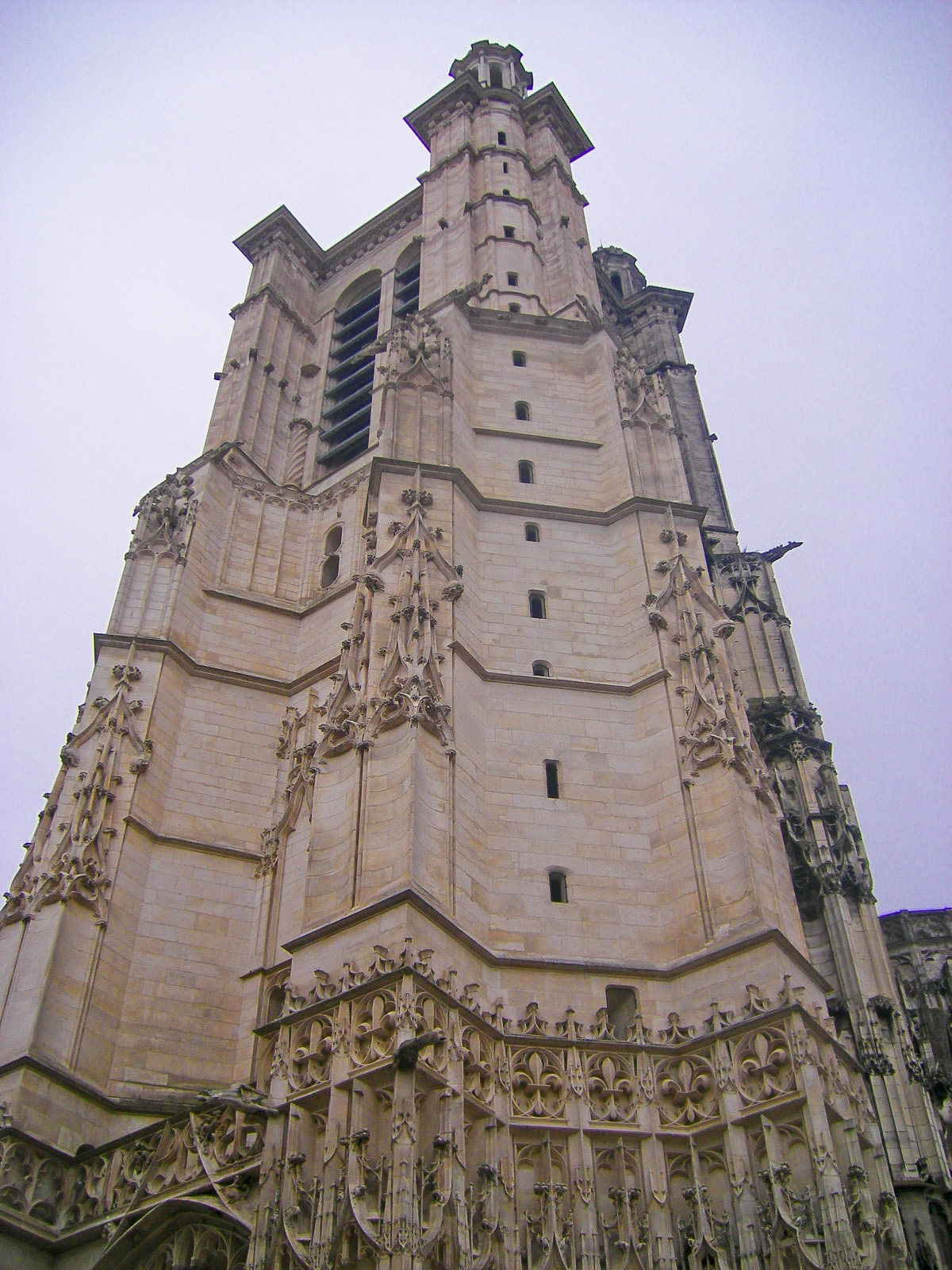
Vue de la tour saint Pierre.

Les portails latéraux nord et sud reprennent les mêmes dispositions que le portail central mais ils sont moins hauts et moins profonds. Avant les destructions révolutionnaires leurs tympans comportaient des scènes de la vie de saint Pierre et de saint Paul, les deux saints patrons de la cathédrale. Leur présence sur les tympans des portails latéraux de chaque côté du tympan central qui représente la passion du Christ, s'explique par le fait que ces deux apôtres représentaient alors pour les catholiques les deux piliers de la chrétienté, naissant tant en Orient qu'en Occident, et étaient donc naturellement associés au Christ.
À l'étage supérieur de la façade la partie centrale comprend une grande rose dont le remplage est formé par un ensemble de courbes et de contre-courbes dans le style gothique flamboyant. La rose est surmontée par un gâble qui porte les armes de la ville de Troyes. Il interrompt la balustrade qui court sur l'ensemble de la partie supérieure du bloc de façade.
De chaque côté de la rose, les parties latérales comprennent des niches aveugles qui sont surmontées de dais particulièrement développés.
La façade est surmontée par une unique tour dédiée à saint Pierre. Elle est de style Renaissance et son austérité contraste avec la luxuriance de la façade. La tour est percée sur chacune de ses quatre faces par deux lancettes qui sont fermées à claire-voie par des abat-sons. La seule véritable décoration de la tour est formée par de fines colonnes en bas-relief au niveau des contreforts. Cependant l'esthétique de la tour est allégée par la présence de deux clochetons ajourés d'ouvertures construites sur son sommet (sur les quatre initialement prévus). Cette tour aurait dû être reliée à la tour voisine dédiée à saint Paul, qui n'a jamais été construite, par un arc dont les claveaux sont de ce fait restés en attente.

### Les bas-côtés

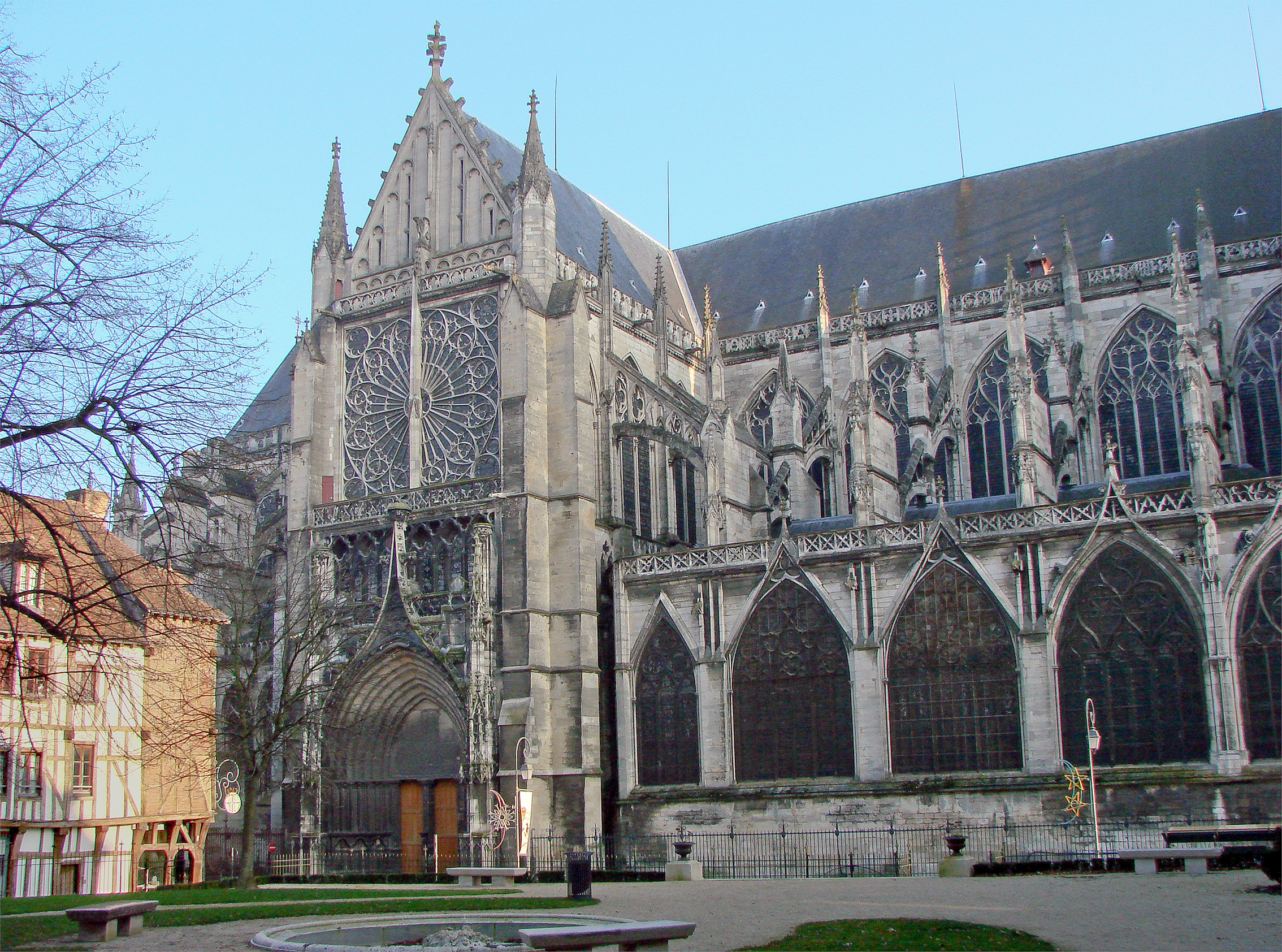
Vue du côté nord de la cathédrale : à gauche le bras nord du transept et à droite le bas-côté nord.

Les bas-côtés de la nef se déploient sur les flancs nord et sud de la cathédrale. Ils donnent respectivement, au nord sur la rue de la Cité, et au sud dans la cour d'honneur de l'ancienne résidence épiscopale qui est devenue actuellement le Musée d'art moderne de Troyes. Par rapport au plan initialement adopté lors du commencement de la construction de la cathédrale, l'élévation des bas-côtés marque une modification sensible par l'adjonction de chapelles dans le collatéral double de la nef. Cette adjonction qui entraîne un élargissement des bas-côtés a laissé une trace visible : les murs de raccord entre les chapelles les plus orientales des bas-côtés (sur les flancs nord et sud) sont reliés au transept par un mur disposé en biais.
Les bas-côtés sont rythmés verticalement par de minces culées qui également encadrent les chapelles situées le long des collatéraux. Ces dernières sont surmontées par une balustrade qui est ornée de clés de saint Pierre. Les culées sont surmontées par des pinacles de forme élancée. Elles soutiennent la partie extérieure des arcs-boutants. Ces derniers sont à double volée, ils contrebutent les murs gouttereaux de la partie haute de la nef.
Les remplages des fenêtres offrent une grande variété. Ceux des fenêtres hautes et ceux des baies basses les plus occidentales construits au XVe siècle, c'est-à-dire les plus récents, offrent une grande diversité de formes et témoignent ainsi de l'inventivité et de l'esprit ludique de leurs concepteurs. En revanche les réseaux des fenêtres des chapelles basses les plus orientales et qui datent des XIIIe et XIVe siècles sont plus sobres.

### Le transept

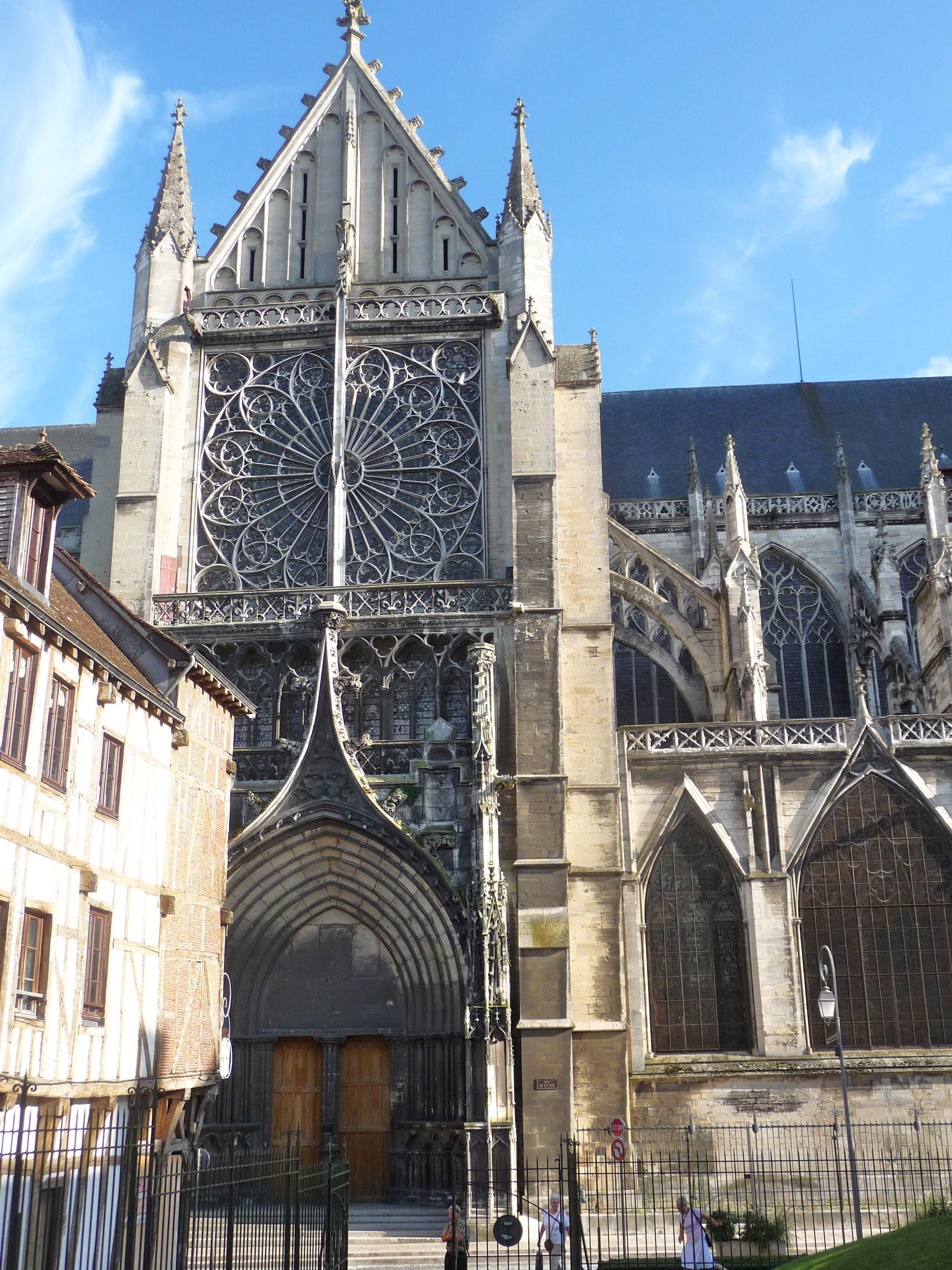
Vue de la façade du transept nord.

Les deux bras du transept sont soutenus par des arcs-boutants qui prennent appui sur des culées dont les bases se projettent depuis les bas-côtés qui sont situées de part et d'autre.
La façade du transept nord donnait autrefois sur le petit cloître des chanoines. Elle est constituée en quatre niveaux distincts. Le premier niveau comporte un portail qui comme ceux de la façade occidentale comprend des ébrasements, des voussures et un tympan soutenus par un trumeau. À l'époque de sa construction au XIIIe siècle le portail était richement sculpté, mais comme ce fut le cas pour de nombreuses autres sculptures de la cathédrale, elles n'ont pas survécu à la Révolution. Les motifs du décor en sont cependant connus. Le tympan représentait le jugement dernier avec au centre le Christ, la Vierge et saint Jean et en dessous les anges sonnant de la trompette ainsi que les morts sortant de leurs tombes afin d'être jugés : les élus se rendent sur la gauche vers le paradis ; les réprouvés se rendant sur la droite vers l'enfer.
Les voussures comportaient un ensemble de statues qui faisaient en partie écho au tympan, elle représentaient les vingt quatre vieillards de l'Apocalypse, des apôtres, des prophètes et des patriarches, y figuraient également des représentations des arts libéraux et des signes du zodiaque. Un gable en accolade ajouté au XVe siècle et qui est lié aux pinacles surmonte le portail, il permet de renforcer la structure. Le second niveau de la façade est formé par un triforium ajouré qui est agrémenté par des lancettes coiffées de quadrilobes. Le niveau est surmonté d'une balustrade sur laquelle est repris le motif des clés de saint Pierre au niveau des bas-côtés de la nef. Le troisième niveau est formé par une rose construite de 1408 à 1409, la première s'étant effondrée en 1390. Elle est constituée par des colonnettes qui rayonnent autour d'un centre et qui supportent des trèfles. Les écoinçons sont également occupés par des trèfles. L'aspect le plus particulier de cette façade provient de l'aiguille de pierre disposée au centre de la façade et qui passe devant la rose. Cette aiguille a été ajoutée au milieu du XVe siècle afin d'assurer la stabilité de la rose qui menaçait à nouveau de s'effondrer. Le quatrième niveau est formé par un pignon reconstruit en 1900. Il est orné de lancettes aveugles de hauteur décroissante du centre vers les côtés.
La façade du transept sud donne sur la cour d'honneur de l'actuel Musée d'art moderne de Troyes qui occupe l'ancien évêché. Cette partie du transept a été entièrement reconstruite entre 1841 et 1844. La façade présente un aspect plus sobre que celle située du côté nord, mais en reprend de nombreux éléments architecturaux. C'est notamment le cas de la rose. La partie supérieure comprend un pignon orné par une baie à doubles lancettes.

## L'intérieur de la cathédrale

### La nef centrale

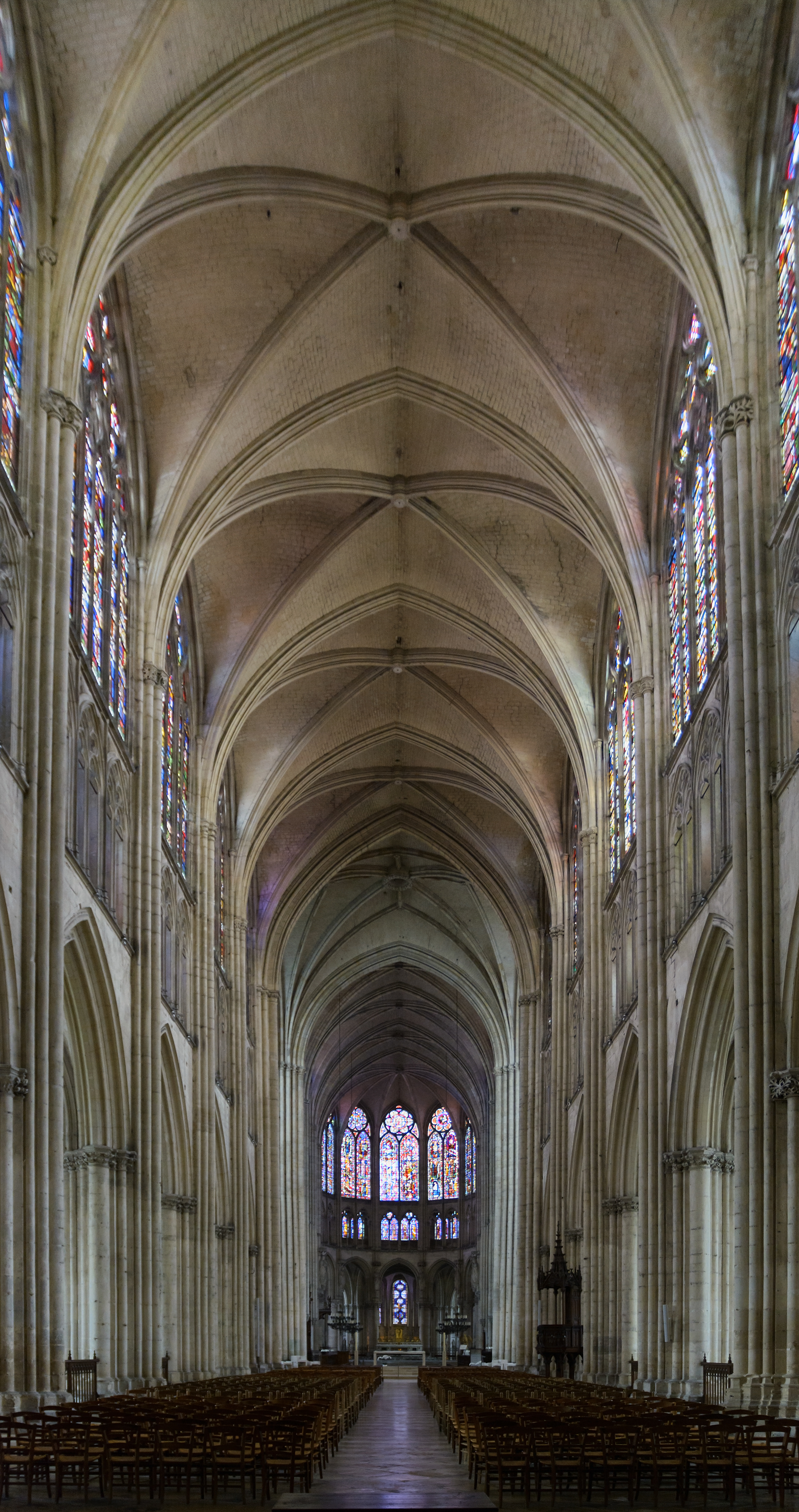
La nef

La cathédrale présente une nef à cinq vaisseaux ; elle a donc deux collatéraux de chaque côté.

### Les chapelles
La 4e chapelle du bas-côté gauche est éclairée par le célèbre "Pressoir Mystique", exécuté en 1625 par Linard Gontier. On voit le Christ étendu sous les ais du pressoir, le sang qui s'échappe de la plaie de son côté remplissant un calice. De sa poitrine s'élance un cep de vigne dont les rameaux supportent les douze Apôtres.

### Le transept
Le transept comprend deux roses entièrement identiques, à cette différence que la rose nord est barrée.

### Le chœur

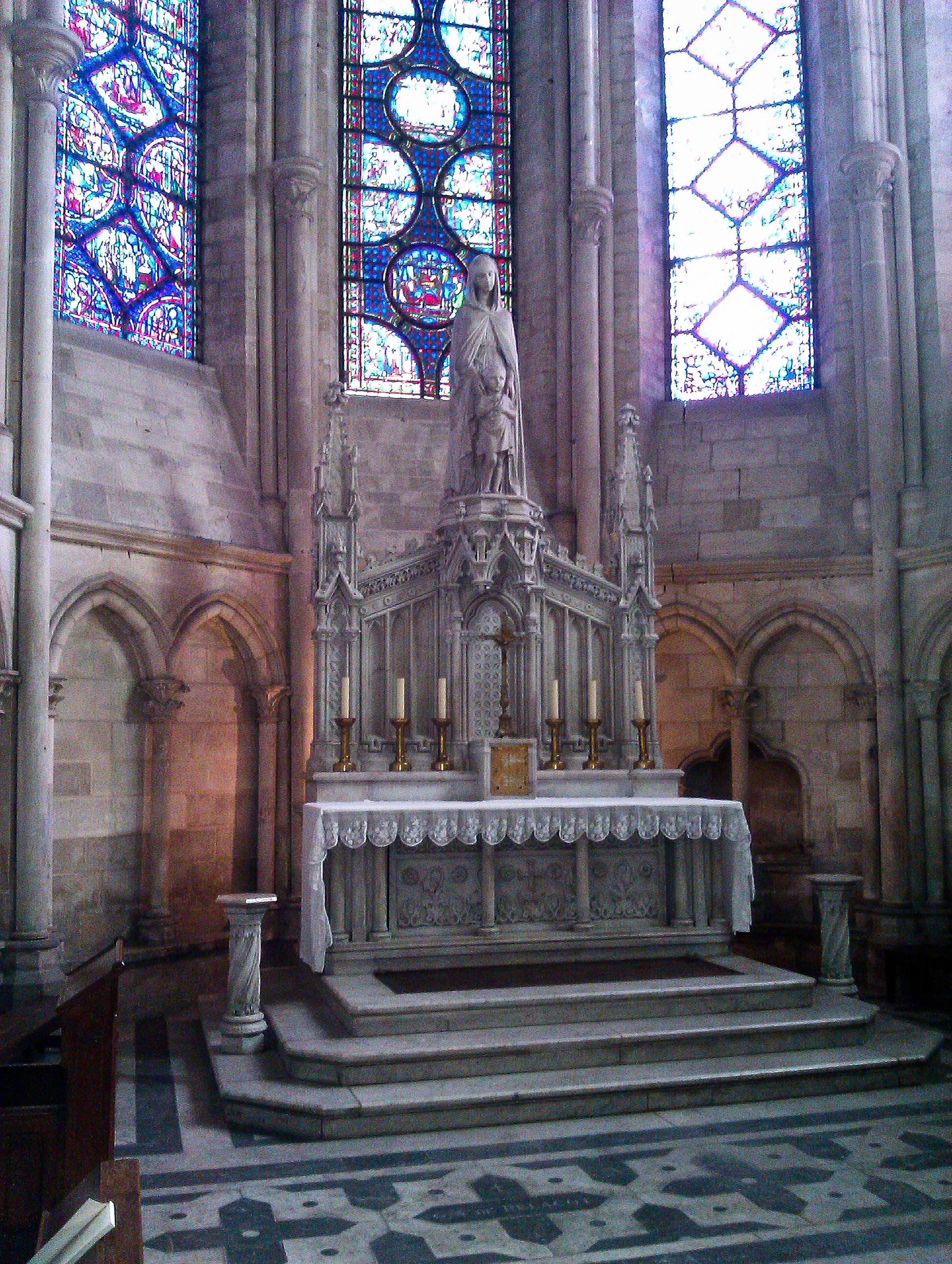
La chapelle axiale.

La partie la plus ancienne de l'édifice est le chœur datant du XIIIe siècle. La façade très ouvragée date du début du XVIe siècle. Les trois portails de celle-ci sont dus à l'architecte Martin Chambiges (1460-1532).

## Décors et mobilier

### Les vitraux

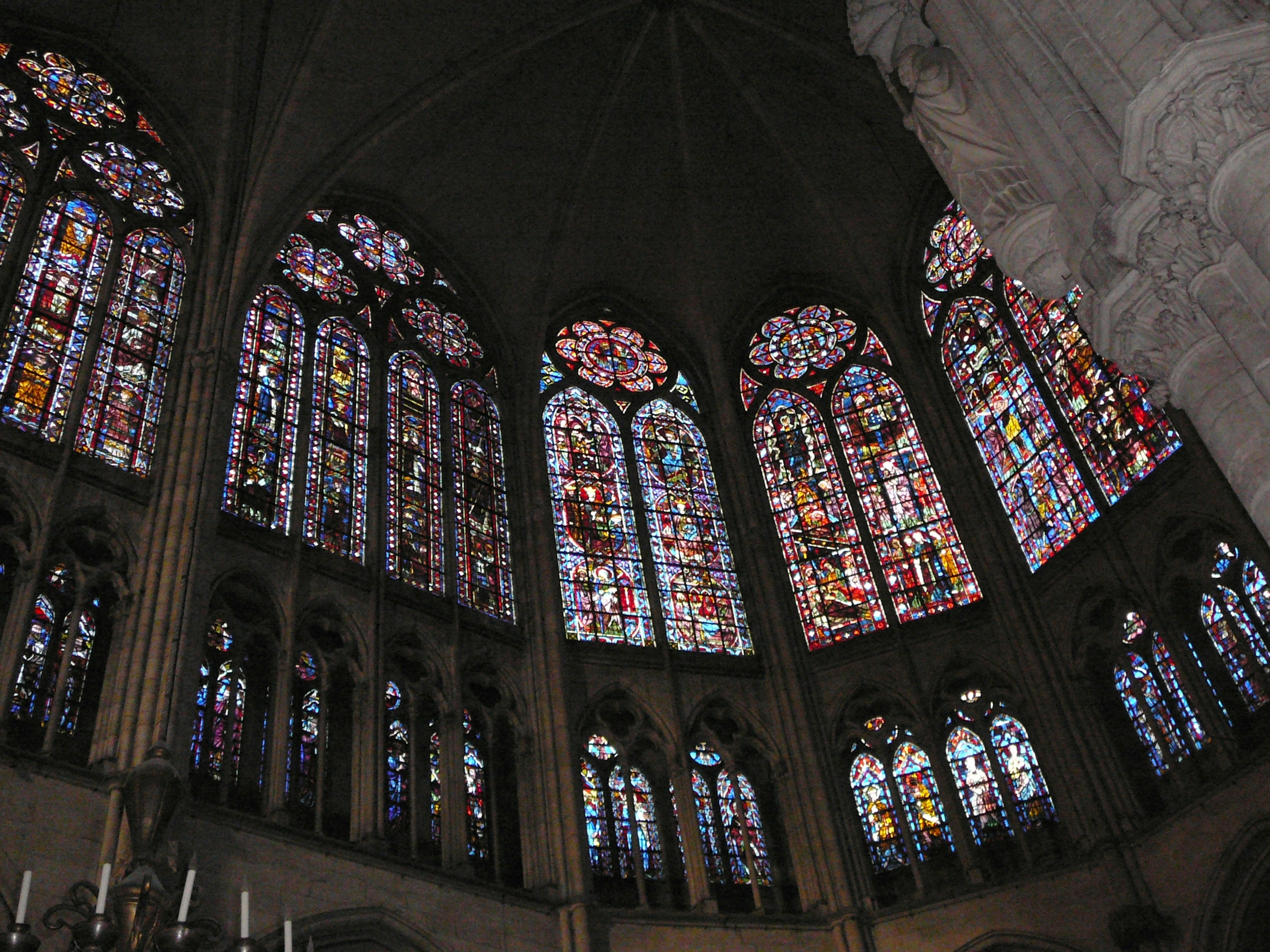
Vue des vitraux du chœur.

Les vitraux de la cathédrale de Troyes sont considérés comme une œuvre majeure de la peinture sur verre en France. Historiquement, les verrières ont reçu des restaurations plus ou moins importantes. Tandis qu'une partie des compositions en verre ont été détruites par les intempéries, d'autres ont été déplacés d'une baie à une autre. Il a fallu pour cela utiliser des morceaux d'une verrière brisée et le transférer dans une autre.
Les vitraux du chœur datant du XIIIe siècle représentent la victoire du Nouveau Testament sur l'Ancien. Ils sont composés de baies à deux ou quatre lancettes. Leur iconographie est l'œuvre de plusieurs ateliers inspirés par l'art d'Orient et de l'art byzantin, la cathédrale s'étant essentiellement élevée après le siège de Constantinople lors de la  Quatrième croisade en 1203. On trouve également des verrières décoratives et des grisailles, très apprécies à cette époque. Sur les fenêtres hautes du chœur, ces vitraux, dont la technique de conception est en évolution continuelle, représentent quatre figures de clercs qui célèbrent l'église.

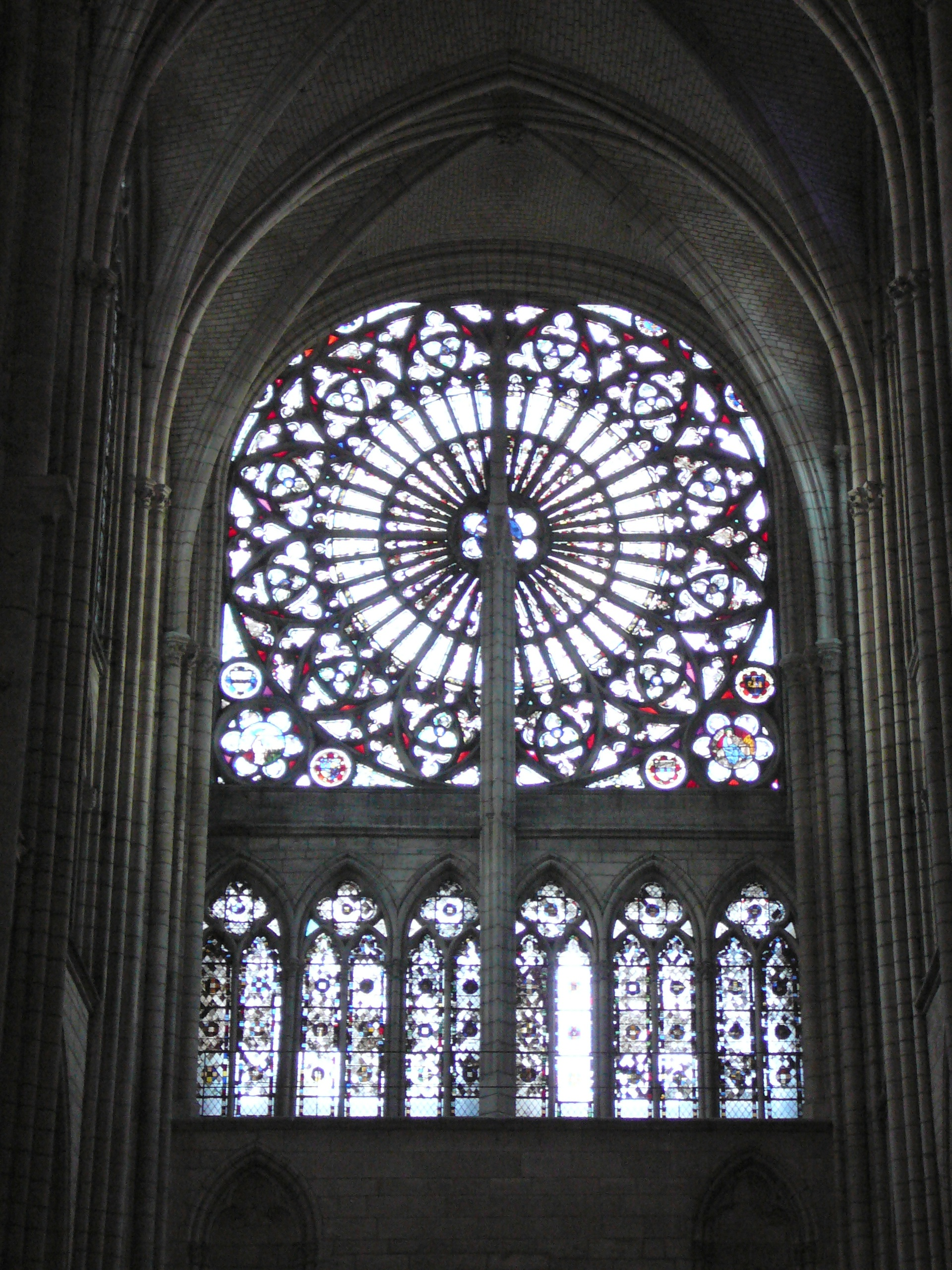
La rose nord du transept

Les verrières des chapelles de la nef datent du XIVe siècle, de même que ceux du transept qui représentent saint Jean, saint Michel et sainte Catherine. Le vitrail des saints du diocèse présent dans les fenêtres hautes et le triforium de la nef date quant à lui de 1498 et représente divers saints champenois tel l'évêque saint Loup de Troyes. La cathédrale Saint-Pierre-et-Saint-Paul rassemble l'essentiel des vitraux de la Champagne de cette époque. La rose nord du transept a été installée en 1408 par Guiot Brisetour. Puis les maîtres verriers conçoivent durant le XVe siècle les verrières hautes du triforium de la nef. Avec l'art de la Renaissance, la polychromie laisse place à une tendance à la décoloration. Il en est ainsi pour la rose occidentale de Jean Soudain inspiré du travail de Michel Thay.

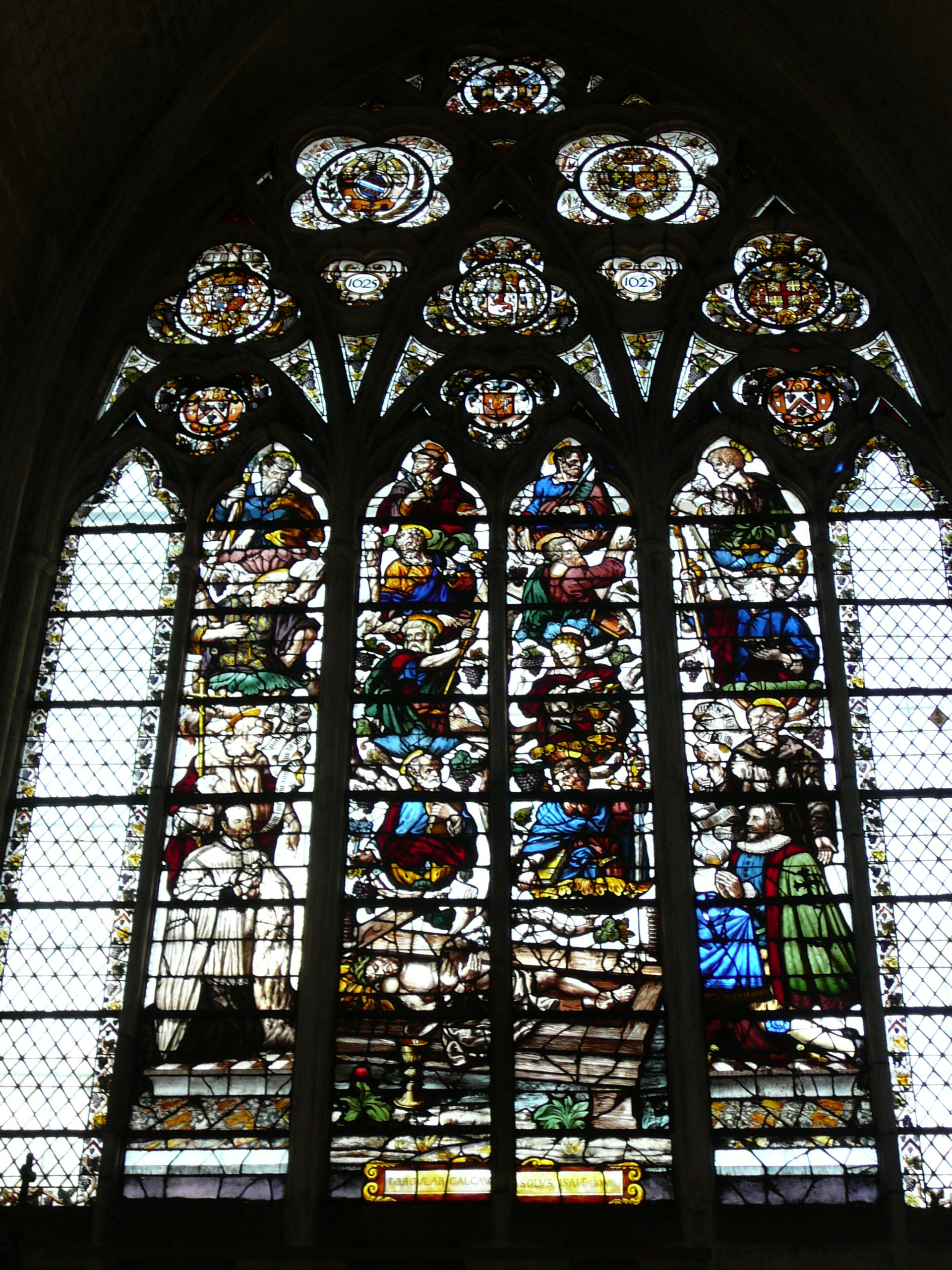
Le vitrail du Pressoir Mystique

Le XVIIe siècle est marqué par la conception du pressoir mystique, initié en 1625 par Linard Gonthier sous le souhait du chanoine Jean Bareto. L’œuvre s'inspire de l'iconographie de l'arbre de Jessé et a pour thème l'eucharistie. Linard Gonthier a également conçu des médaillons situés dans la chapelle des catéchismes de la cathédrale, et représentant les scènes de la vie de la Vierge.
Le sanctuaire comporte également un remarquable trésor contenant, outre bien d'autres œuvres remarquables, la châsse de saint Bernard de Clairvaux ou les émaux de la châsse de saint Loup de Troyes.

### Les peintures et sculptures
« La Transfiguration » est un tableau de Joseph Chabord en cadre en bois doré situé au nord du bas-côté, sous la tour Saint-Pierre et qui a été donné à la Cathédrale, en 1833, par le roi Louis-Philippe Ier. Ce tableau met en scène Jésus dans une gloire entre Moïse et son frère Aaron. Ils sont accompagnés de trois saints, Saint-Pierre, Saint-Paul et Saint-Jacques représenté en costume de pèlerin avec un rochet orné de coquilles et un bâton de voyage à la main.
La chapelle des fonts renferme un groupe en pierre polychrome datant de 1549, et issue de l'Abbaye Saint-Loup. Sur l'autel, on retrouve des peintures sur bois inspirées de la Cène selon Léonard de Vinci. Quatre panneaux de bois peints sur les deux faces et montrant d'une part des épisodes de la vie de la Vierge, et de l'autre des scènes qui précédent la Passion du Christ sont également présentes. Enfin, la chapelle voisine conserve deux volets en bois, peints en couleurs sur les deux faces, et traitant de diverses sujets.

### Le mobilier liturgique
En 1779, un nouveau maître-autel est conçu en 1779 par l'architecte Jean-Henri Gentilz.
Les travaux de fer forgé de la table de communion et des grilles des chapelles ont été confiés au ferronnier d'art Pierre Boulanger.

### Les orgues

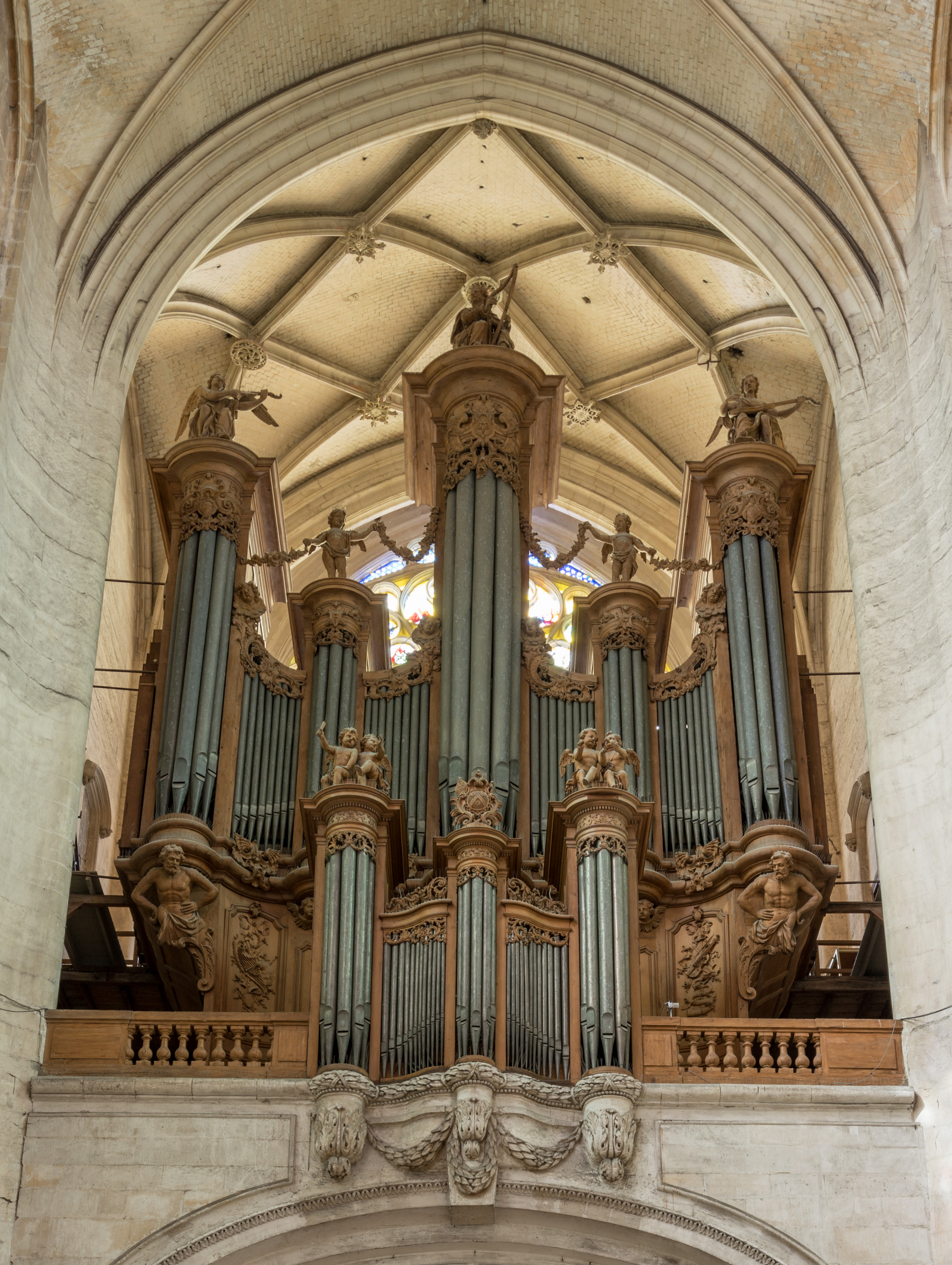
Vue des grandes orgues.

Les archives de la cathédrale disent qu'en 1365, il y avait un orgue logé dans la première arcade au nord du chœur, accessible par le jubé, disparu en 1792. Un autre instrument, plus petit et installé sur le même jubé vers 1438 sera vendu le 9 mai 1601 à la fabrique de l'église de Tonnerre.
Les grandes orgues proviennent de l'abbaye cistercienne Notre-Dame de Clairvaux. L'abbaye avait passé commande à Jacques Cochu, maître-facteur d'orgues de Châlons-en-Champagne. Construites entre 1731 et 1736 et installées la même année, elles furent considérées parmi les plus remarquables de leur temps. En 1788, François-Henri Clicquot procède à un relevage de l'instrument et ajoute un Bourdon 32' manuel et une grande batterie d'anches.
À la Révolution, l'abbaye étant transformée en prison, les orgues furent mises en vente comme bien national en 1792. Les marguilliers de la cathédrale de Troyes les achetèrent et les entreposèrent sous la tour Saint-Paul, où elle demeurèrent démontées pendant toute la durée des troubles. Après la signature du concordat de 1801 et la réouverture de la cathédrale au culte, on construisit une tribune derrière le grand portail occidental et les grandes orgues y furent installées en 1808. La construction de cette tribune fut à l'époque vivement critiquée, car les orgues ainsi disposées masquaient la plus grande partie de la rosace occidentale.
Les grandes orgues de la cathédrale de Troyes (55 jeux, 4 claviers, pédalier) sont classées Monument Historique depuis le 19 mars 1963 pour la partie instrumentale, et depuis le 6 décembre 1974 pour la partie mobilier. Pourtant, l'orgue de Cochu n'échappe pas à la vague néoclassique : reconstruction complète par Danion-Gonzalez en 1964-69.
En voici la composition :
| I Positif          |       |
| Montre             | 8′    |
| Bourdon à cheminée | 8′    |
| Flûte ouverte      | 8′    |
| Prestant           | 4′    |
| Flûte              | 4′    |
| Nazard             | 2/3′  |
| Doublette          | 2′    |
| Quarte de Nazard   | 2′    |
| Tierce             | 13/5′ |
| Larigot            | 1/3′  |
| Fourniture IV      |       |
| Cymbale III        |       |
| Cornet V           |       |
| Trompette          | 8′    |
| Clairon            | 4′    |
| Basson-Hautbois    | 8′    |
| Cromorne           | 8′    |

| II Grand-Orgue     |       |
| Montre             | 16′   |
| Bourdon à cheminée | 16′   |
| Montre             | 8′    |
| Bourdon à cheminée | 8′    |
| Flûte ouverte      | 8′    |
| Gros Nazard        | 51/3′ |
| Prestant           | 4′    |
| Flûte ouverte      | 4′    |
| Grosse Tierce      | 31/5′ |
| Nazard             | 2/3′  |
| Doublette          | 2'    |
| Tierce             | 13/5′ |
| Fourniture II      |       |
| Fourniture IV      |       |
| Cymbale IV         |       |
| Cornet V           |       |
| Bombarde           | 16′   |
| Trompette          | 8′    |
| Clairon            | 4′    |

| III Récit expressif |    |
| Principal           | 8′ |
| Bourdon à cheminée  | 8′ |
| Unda Maris          | 8′ |
| Viole               | 4′ |
| Doublette           | 2′ |
| Plein-Jeu IV        |    |
| Cornet V            |    |
| Trompette           | 8′ |
| Clairon             | 4′ |
| Basson-Hautbois     | 8′ |
| Voix Humaine        | 8′ |

| IV Echo            |       |
| Bourdon à cheminée | 8′    |
| Flûte ouverte      | 4′    |
| Nazard             | 2/3′  |
| Quarte de Nazard   | 2′    |
| Tierce             | 13/5′ |
| Cromorne           | 8′    |
| Cymbale III        |       |

| Pédale       |     |
| Bourdon      | 32′ |
| Bourdon      | 16′ |
| Flûte        | 16′ |
| Bourdon      | 8′  |
| Flûte        | 8′  |
| Prestant     | 4′  |
| Flûte        | 4′  |
| Fourniture V |     |
| Bombarde     | 16′ |
| Trompette    | 8′  |
| Clairon      | 4′  |

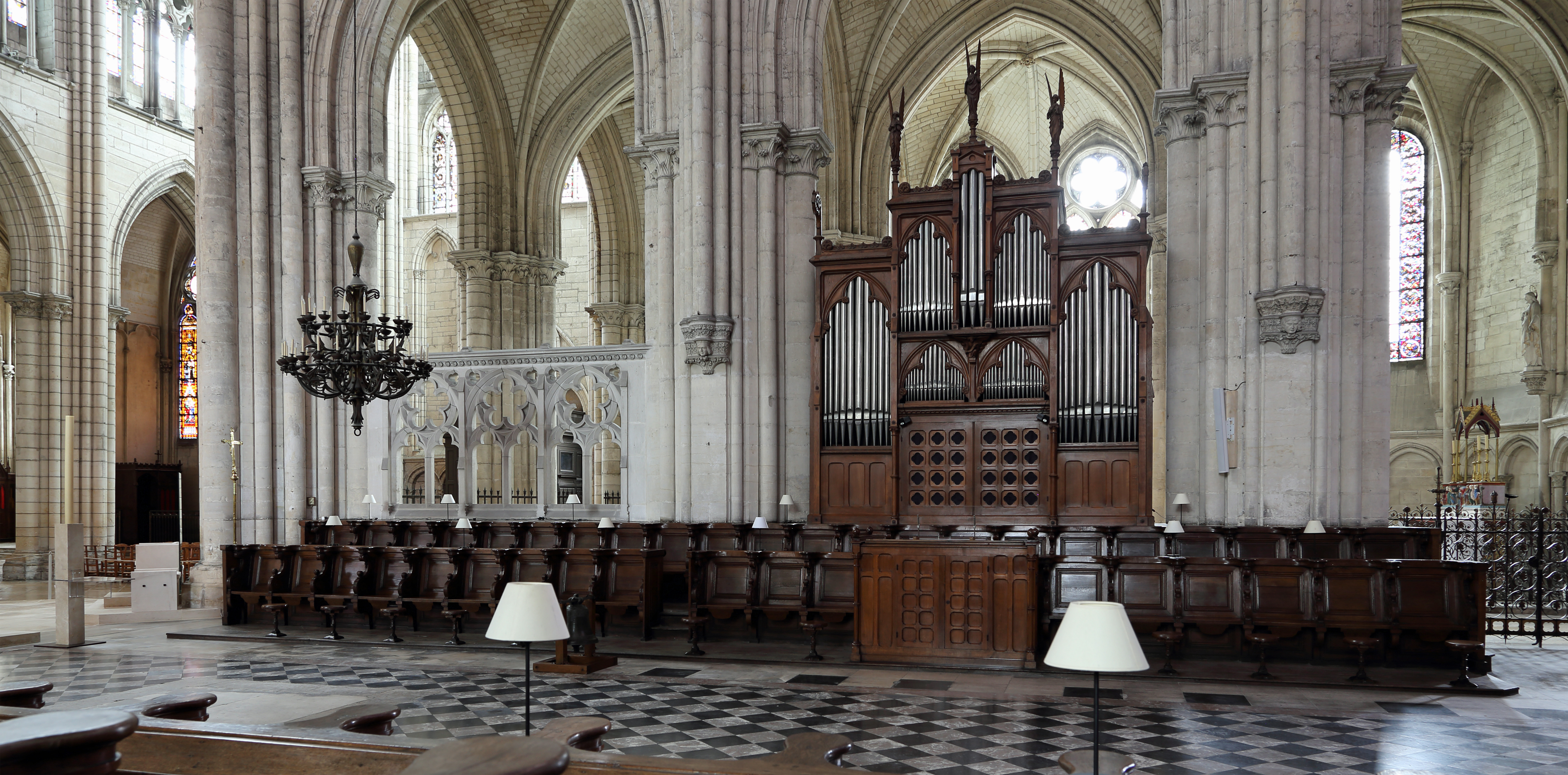
L'orgue de chœur

Succédant à Michael Matthes, les organistes titulaires actuels sont Laurent-Martin Schmit et Augustin Prudhomme.
L'orgue de chœur, construit par Joseph Merklin en 1865 et restauré en 1987 par le facteur Laurent Plet, comprend 13 jeux répartis sur deux claviers et pédalier.

### Les cloches
Le clocher abrite une sonnerie de 4 énormes cloches.
- Petrus Carolus (bourdon) : Fa # 2 - 4.500 kilos environ, fondu en décembre 1827 par Philippe Cochois / baptisée en septembre 1828
- Paulus Anna : Sol # 2 - 3.269 kilos, fondu en octobre 1813 par Jean-Baptiste Jacquot, Nicolas Goussel, Jean-Baptiste Cochois et Mutel
- Savinianus : La # 2 - 2.437 kilos, fondu en octobre 1813 par Jean-Baptiste Jacquot, Nicolas Goussel, Jean-Baptiste Cochois et Mutel
- Marie : Si 2 - 2.000 kilos environ, fondue en décembre 1827 par Philippe Cochois / baptisée en septembre 1828

Cette sonnerie est absolument unique en France. Dans la quasi-totalité des cathédrales de France on trouve un bourdon, c'est-à-dire une grosse cloche dotée d'un son grave qui assure la basse de la sonnerie et se démarque ainsi des autres cloches du clocher. Dans le cas de la cathédrale de Troyes, ce sont les quatre cloches qui sont particulièrement grosses, lourdes et graves ; elles se situent toutes dans l'octave 2. Aucune cathédrale française ne possède de sonnerie avec ces caractéristiques.

### Le trésor
En 1204, date du siège de Constantinople, Garnier de Trainel, évêque de Troyes, fit parvenir à la cathédrale parmi les objets précieux une grande croix d'argent provenant du trésor des empereurs byzantins. Celle-ci renferme un fragment de bois vénéré comme ayant été détaché de la croix même de Jésus-Christ. Un coffret en ivoire et argent qui aurait été rapporté de Constantinople par l'archidiacre Hugo, chapelain de l'évêque Gascuin. Il est décoré en relief d'une scène de chasse au lion et d'une scène de chasse au sanglier. 

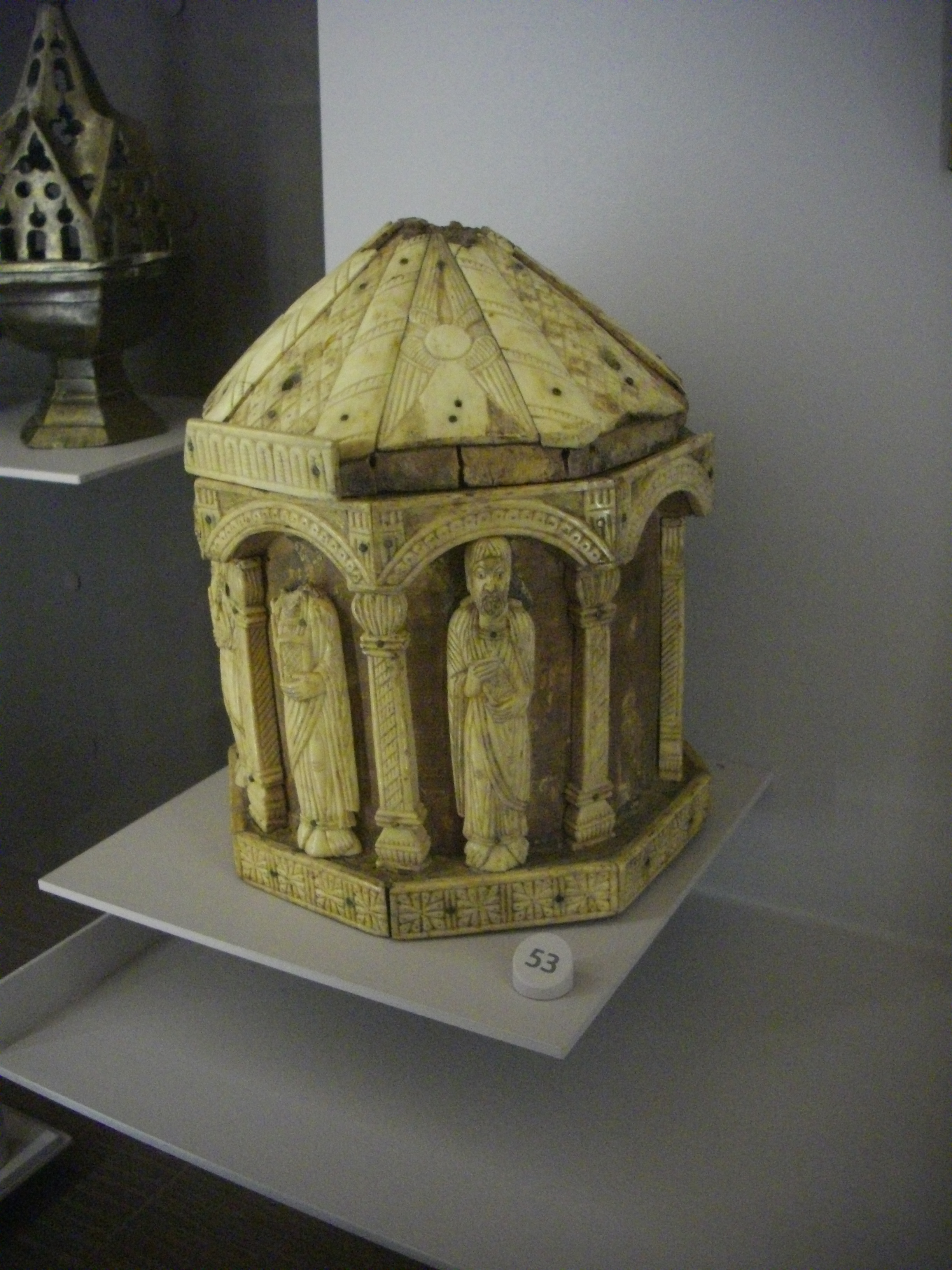
coffret à reliques, XIIe
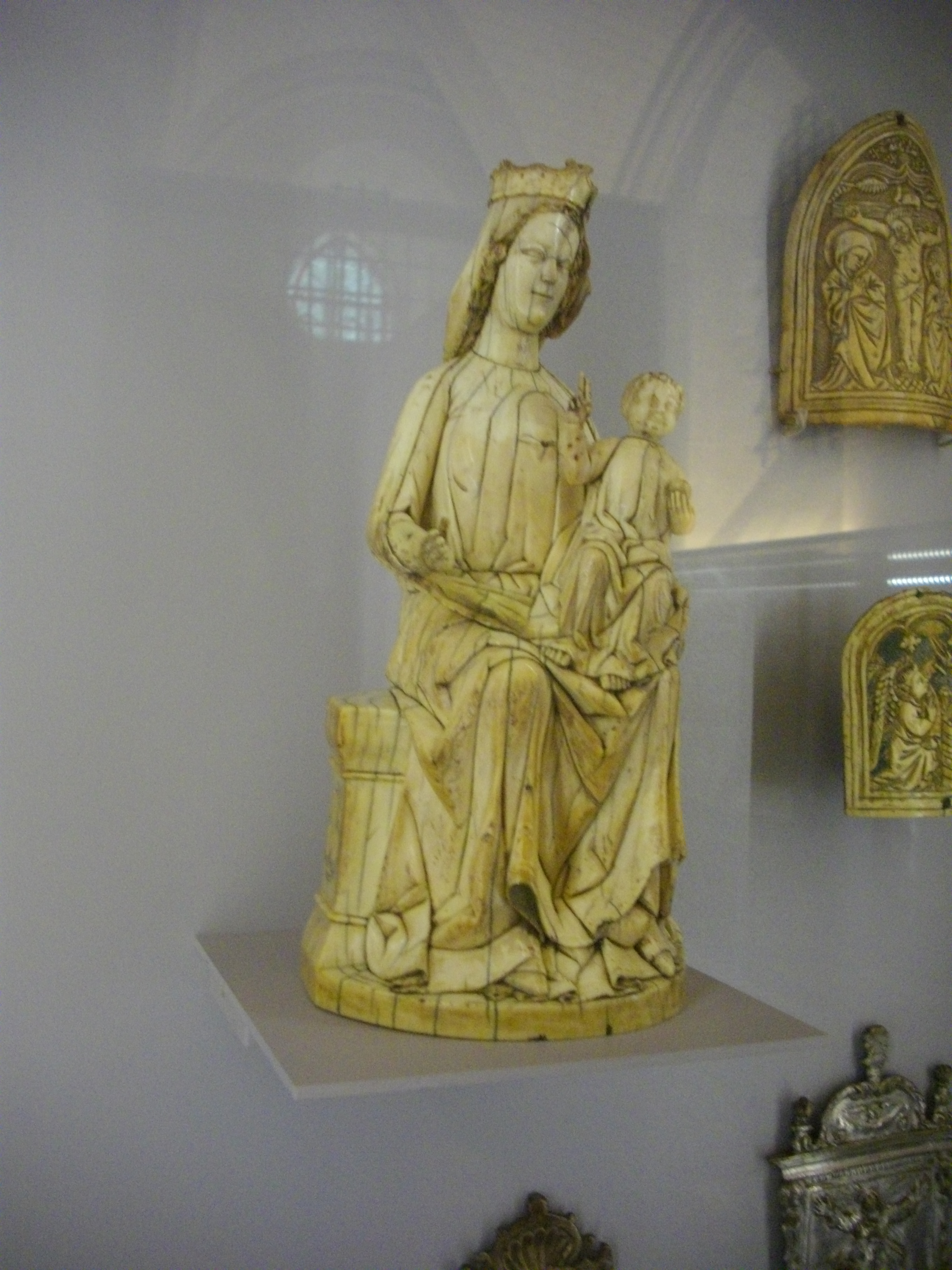
Vierge à l'enfant du XIII,
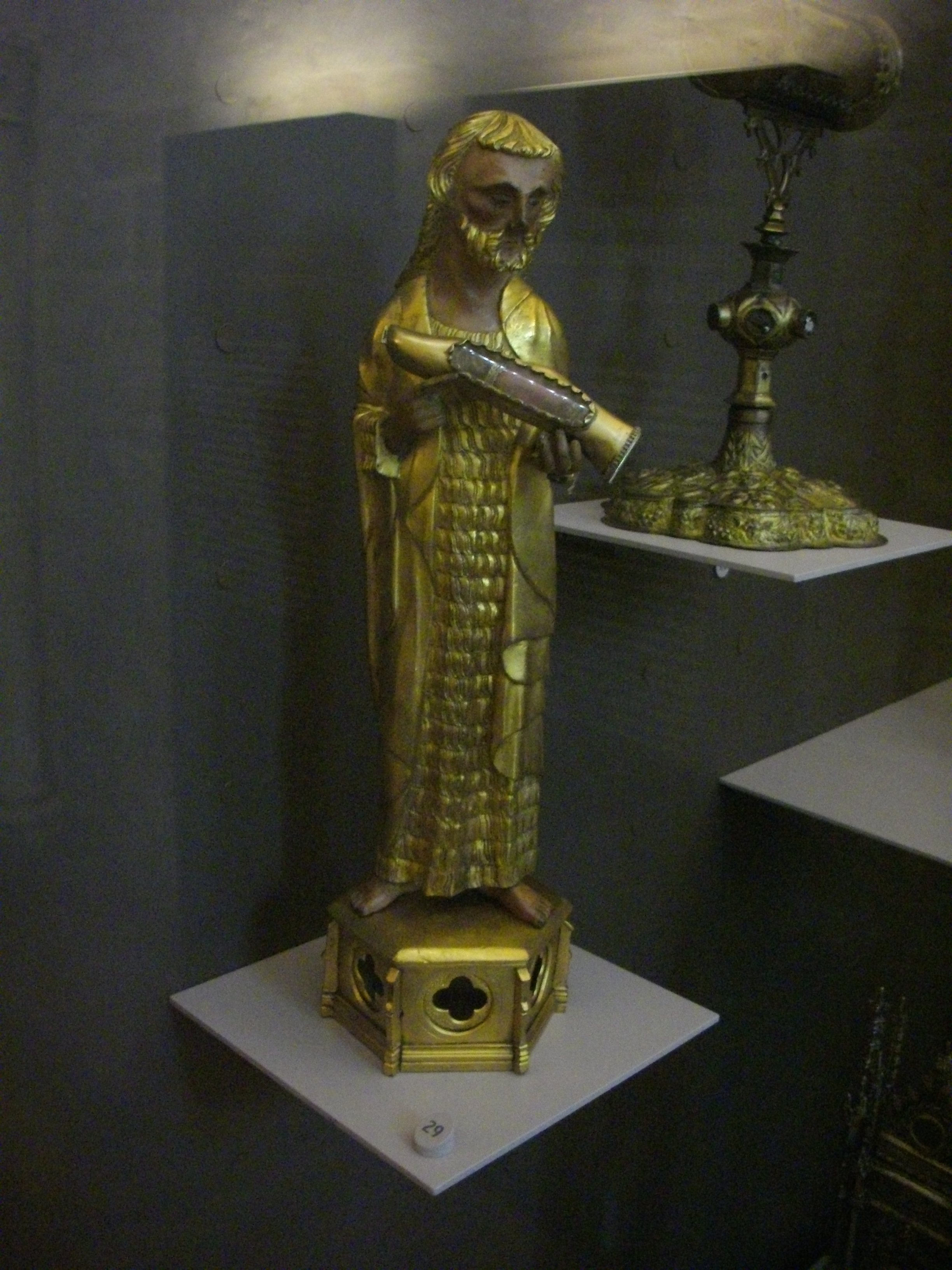
statue reliquaire de st-Jean-Baptiste.
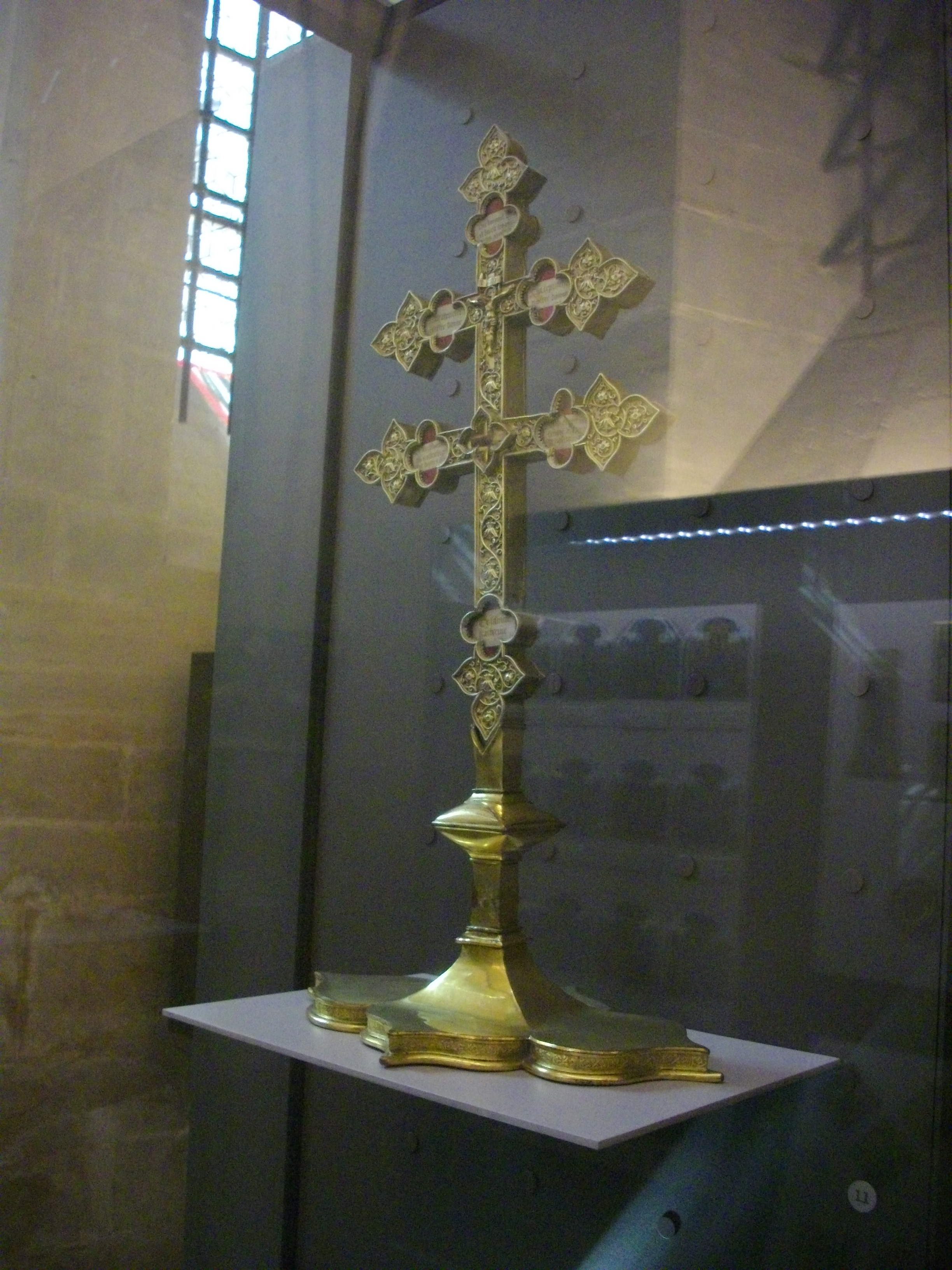
reliquaire de la Vraie croix.
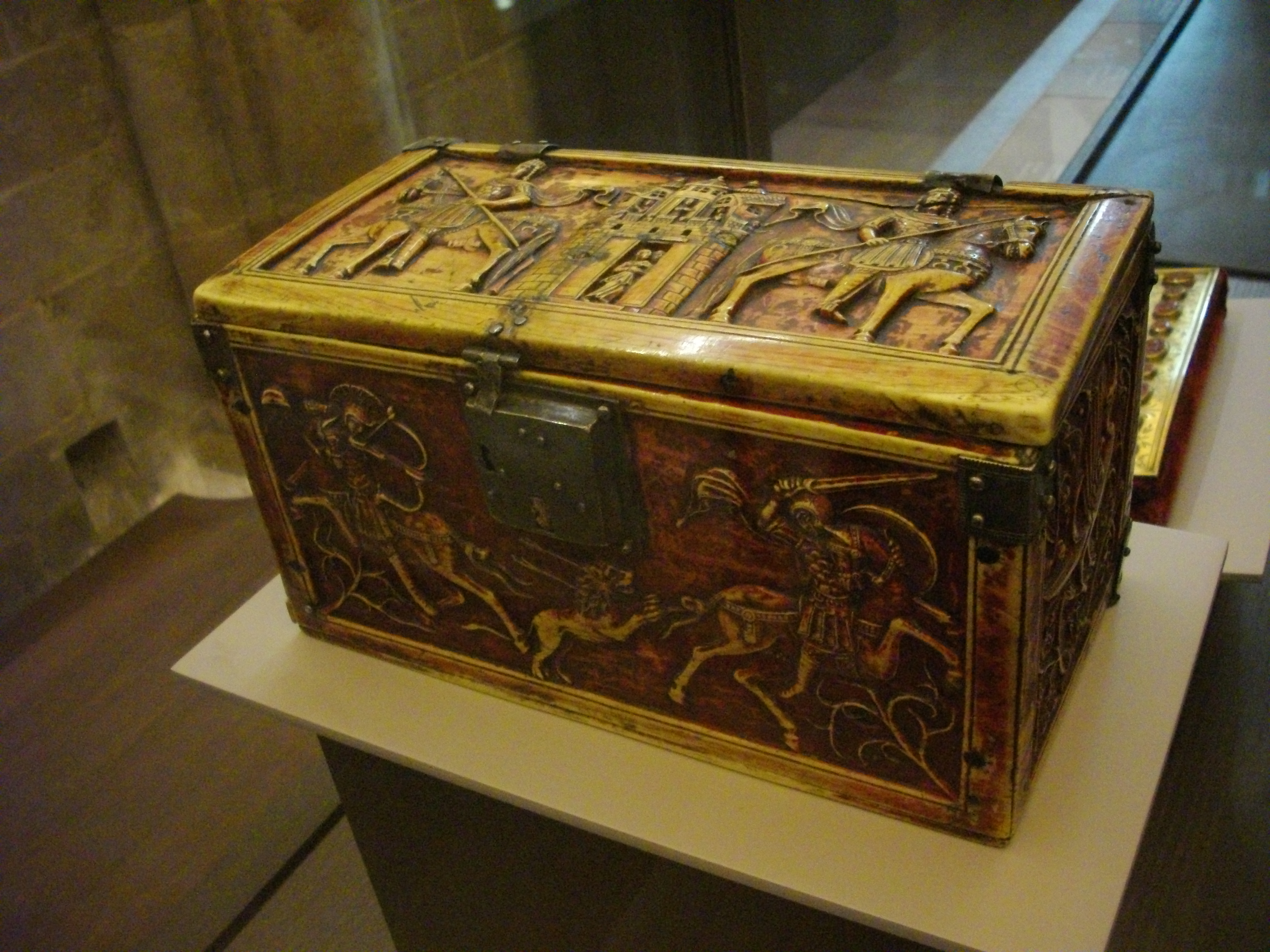
coffret de Constantinople.

La châsse de saint Loup, évêque de Troyes est décorée de plaques en émaux de Limoges du XVIe siècle. Cette châsse fut détruite en 1794. Les 16 émaux peints qui la décoraient furent sauvegardés et replacés dans une châsse nouvelle en bois doré, au XIXe siècle . Aujourd'hui, le trésor est conservé à l'intérieur de la cathédrale.
Le trésor de la Collégiale de l'Assomption-de-la-Vierge de Villemaur-sur-Vanne est également conservé dans la cathédrale de Troyes.

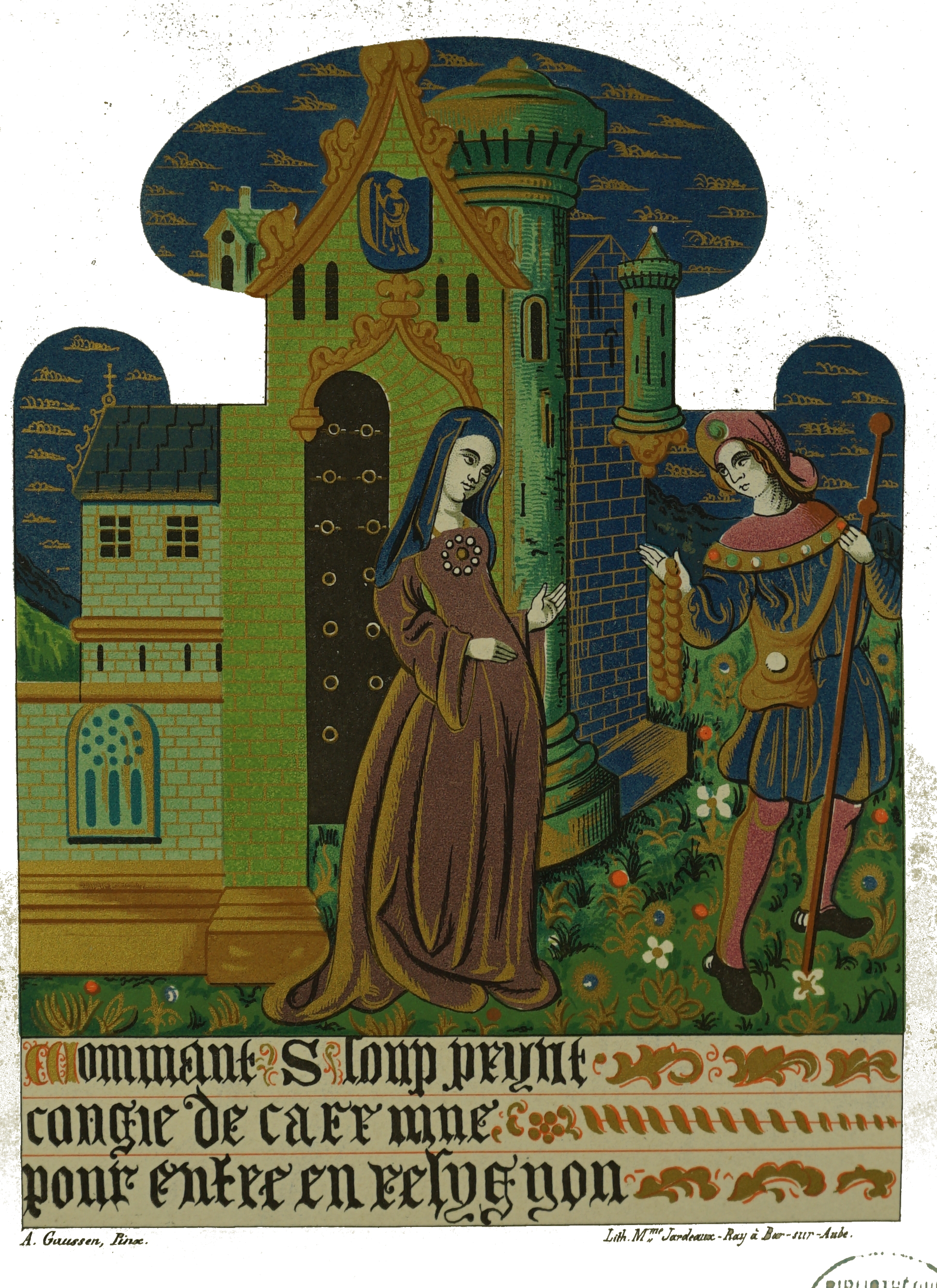
chasse de St-Loup.
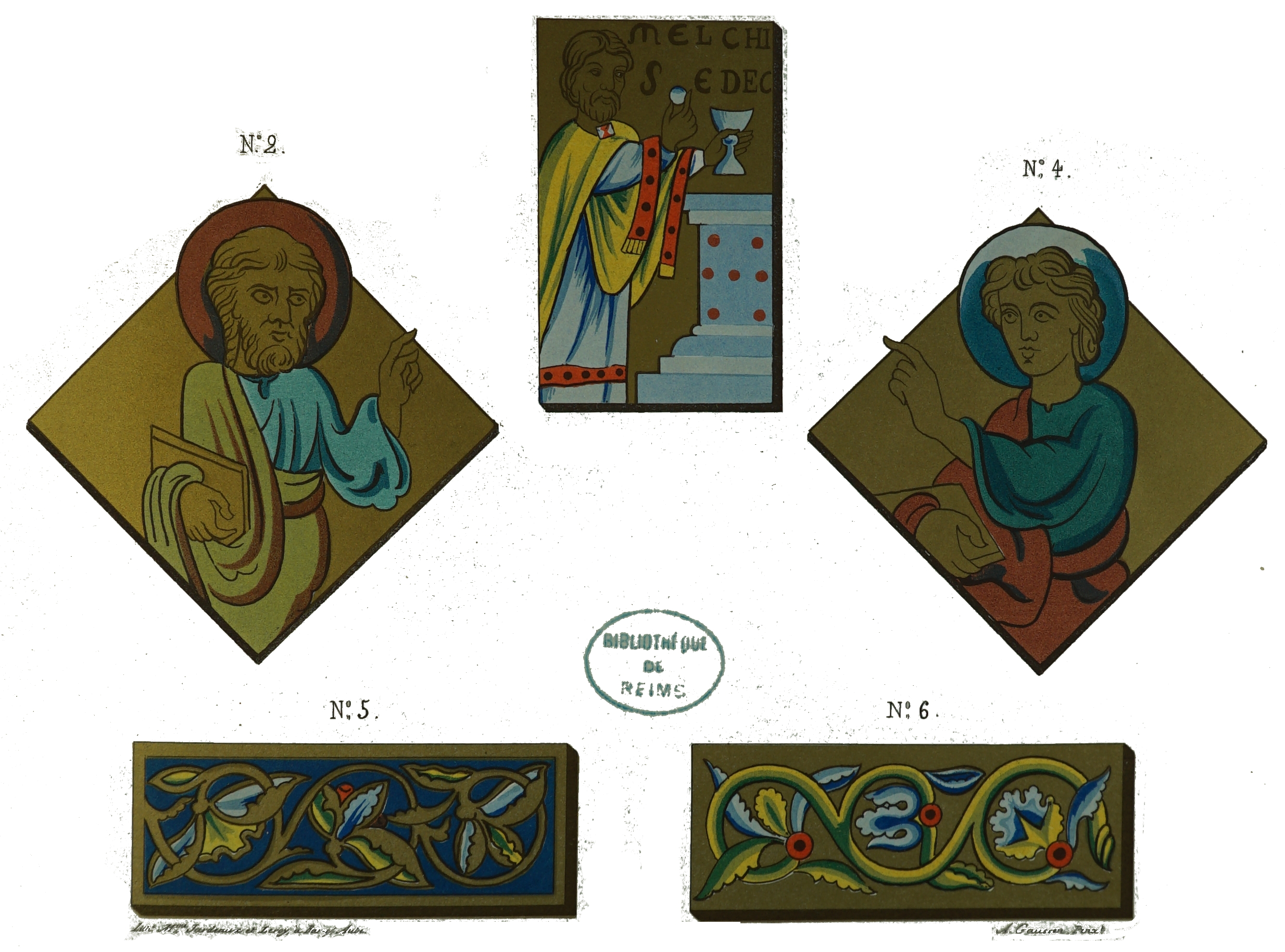
Emaux provenant des
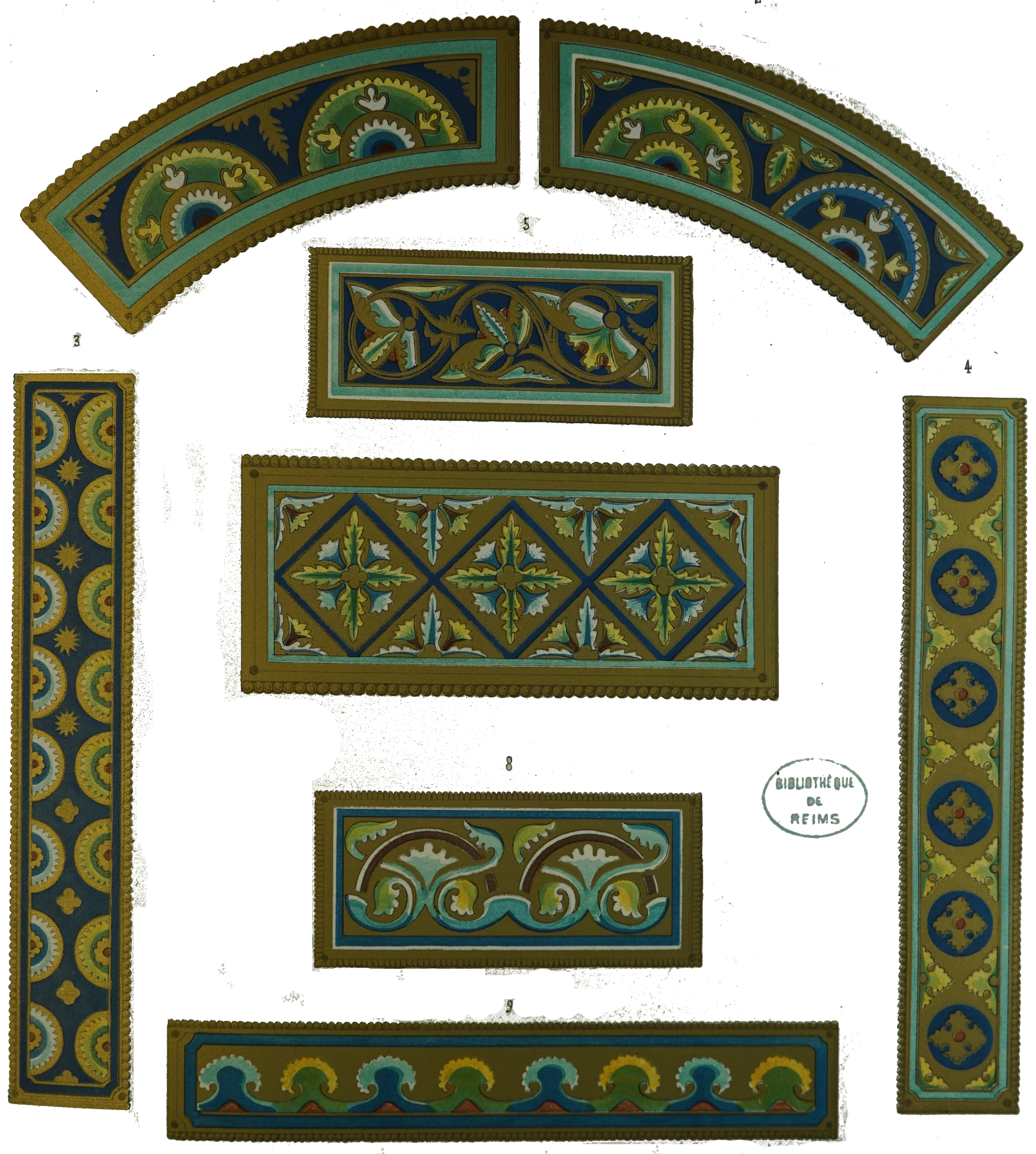
tombeaux des comtes de Champagne.
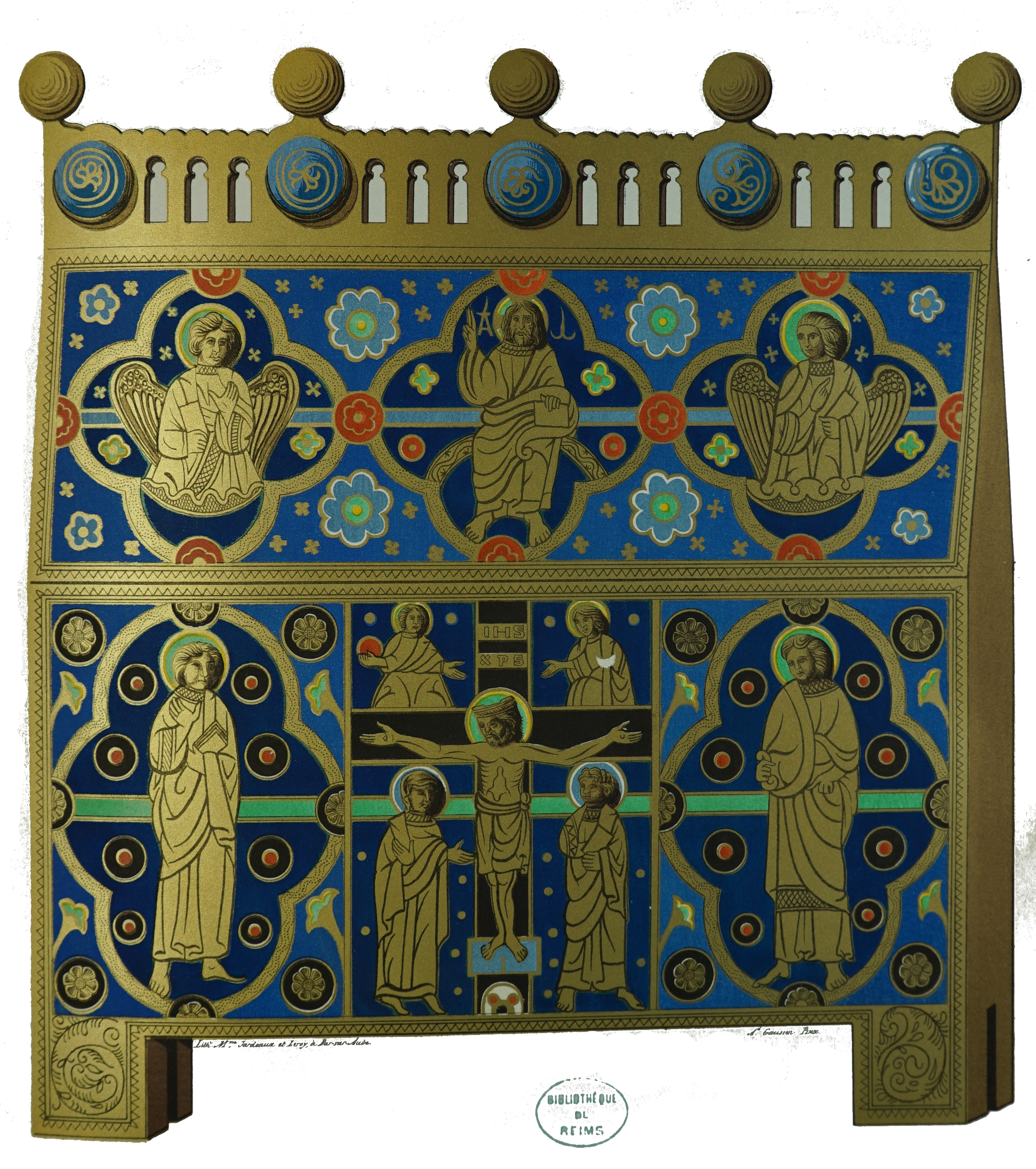
Coffret décoré d'émaux provenant de Villemaur-sur-Vanne.

## Évocation dans la littérature
La cathédrale Saint-Pierre-et-Saint-Paul tient une certaine place dans le roman Le Mobilier national de Laurence Cossé, où un haut fonctionnaire du ministère de la Culture projette de détruire la moitié des cathédrales françaises pour diminuer le coût qu'elles font peser sur les finances publiques. La cathédrale Saint-Pierre-et-Saint-Paul fait en effet partie des cathédrales à détruire, mais un personnage natif de Troyes (Anaïs Azaïs) s'oppose avec énergie à ce projet par attachement pour ce monument :

« Enfant, Anaïs avait eu un petit livre sur la cathédrale Saint-Pierre-et-Saint-Paul. Elle en connaissait encore des pans de phrases entiers. “Une grande rose rayonnante dans une profonde archivolte.” “Le premier étage des tours, tapissé de niches à dais flamboyants.” »

— p. 70 dans l'édition de poche
- Ledit et Zeltz, Visage de Troyes, L'Art au depart du nombre (1960)